# Ичери-шехер
Ичери́-шехе́р (азерб. İçərişəhər «Внутренний город») или «старый» город, простореч. Крепость (азерб. Qala) — старинный жилой квартал — историко-архитектурный заповедник в столице Азербайджана городе Баку. Окружённый хорошо сохранившимися крепостными стенами, является наиболее древней частью и достопримечательностью города. На площади в 221 тыс. м², который занимает заповедник, проживает более 1300 семей. 
Территория заповедника была заселена ещё в бронзовом веке. В результате археологических раскопок было установлено плотное заселение VIII—XI вв., здесь были развиты ремесло и торговля. В XV веке Ширваншах перенёс свою резиденцию из Шемахи в Баку, что способствовало «кристаллизации» Ичери-шехера. С 1747 по 1806 год Баку, сосредоточенный в основном в Ичери-шехер, был столицей Бакинского ханства. После занятия города русскими в 1806 году и особенно после нефтяного бума (середина XIX в. — начало XX в.) Баку начал стремительно расти и вышел за пределы крепостных стен Ичери-шехер.
Наиболее значимыми архитектурными памятниками в Ичери-шехер являются Девичья башня и комплекс Дворца Ширваншахов. Помимо этого на территории заповедника расположены десятки исторических памятников — мечети, караван-сараи, бани, жилые дома, функционирует несколько музеев, посольств, гостиниц, торговых объектов, кафе и ресторанов.
В 1977 году Ичери-шехер был объявлен историко-архитектурным заповедником, а в 2000 году вместе с Дворцом Ширваншахов и Девичьей башней был включён в список Всемирного наследия ЮНЕСКО. Ичери-шехер стал первым объектом из Азербайджана, включенным в список Всемирного наследия.

## Расположение

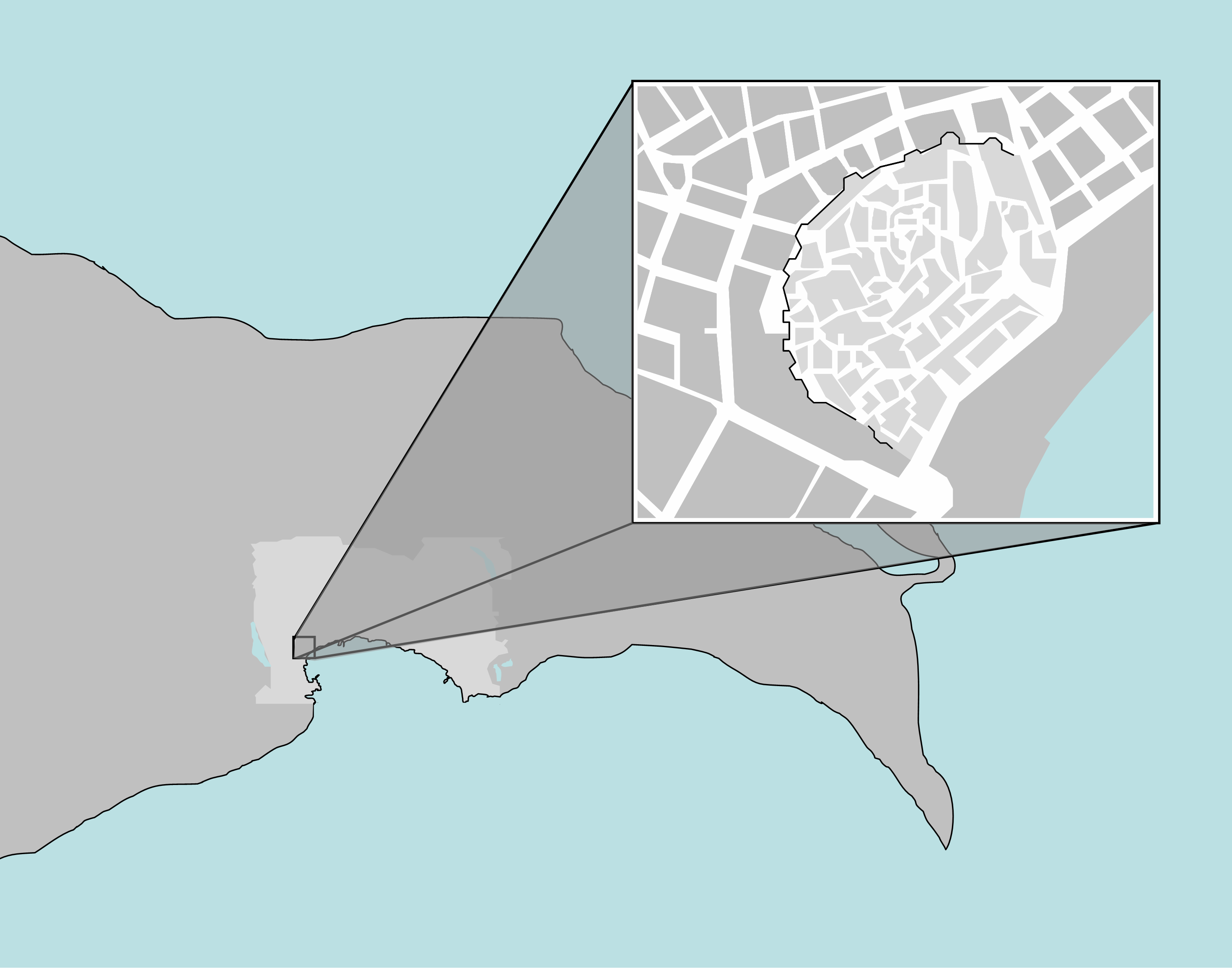
Ичери-Шехер на карте города Баку

Историко-архитектурный заповедник «Ичери-шехер» расположен на территории Сабаилского района города Баку, на невысоком холме, у Каспийского моря. Ичери-Шехер окружен крепостными стенами, высота которых достигает 8-10 метров, а ширина — 3,5 метра.
Расположен Ичери-шехер на юго-восточной стороне улицы «Истиглалият» и на северо-западной стороне проспекта «Нефтяников», к востоку от одноимённой станции метро. С востока к заповеднику примыкает улица Азиза Алиева, в юго-западной части расположен парк имени Вахида.

## История

### Ранняя история
Баку относится к числу городов, которые возникли из древних поселений, обнесённых крепостной стеной и рвом. Вопрос о времени возникновения Баку как населённого пункта и города до сих пор не уточнён из-за слабой изученности его в археологическом отношении. Считается, что людей в эти места привлекало наличие в прибакинских недрах нефти, соли, и выгодное местоположение на морском побережье с прекрасной естественной гаванью. Такие находки, как кувшин III—I вв. до н. э., найденный во время археологических раскопок во дворе дворца Ширваншахов, фрагменты керамической посуды IV—I вв. до н. э. и I вв. н. э. и железное навершие стрелы, найденные на территории мечети Мухаммеда, женская глиняная статуэтка эпохи железа, античные базы колонн из Ичери-шехер позволяют датировать старую Бакинскую крепость как город античного периода. В I веке Баку уже был небольшим портовым городом.

### В период раннего средневековья
Ещё при Сасанидах Апшерон с центром в Баку представлял отдельную административную единицу, входившую в область Ширван — отдельную провинцию сасанидского государства. После завоевания территории арабами, правителями области Ширван (в нее кроме Баку входили Шамахи, Дербент и другие города) были Ширваншахи. Ал-Балазури, Аль-Масуди и другие арабские авторы сообщают, что Хосров Ануширван выбрал и назначил царей, предоставив каждому из них шахство. Среди них назван и царь Ширвана, именующийся Ширван-шахом. О событиях в Баку в период VII—X вв. имеются лишь отрывочные сведения. Известно, что город подвергался набегам с севера, совершаемым тюрками и русами. Так, в 914 году на бакинское побережье было совершено нападение русов. По словам Масуди, русы достигли нефтеносного побережья в царстве Ширваншахов, известного под именем Баку. Ширваншах Али ибн Хайсам, не имевший флота на Каспийском море, направил против них своё войско на барках и торговых судах. Русы напали на войско ширваншаха и, по словам Масуди, тысячи мусульман были убиты и потоплены. Набеги на Баку и Апшерон повторялись и позже.
Аль-Мукаддаси пишет о Баку X века как о городе «на море, единственной гавани области». Но, известно, что ещё в VIII — начале IX века Баку не был значительной морской гаванью и не числился среди крупных торговых центров страны. О торговых связях Баку с другими городами говорят найденные на территории города монеты, относящиеся как к периоду правления Сасанидов (V—VII вв.), так и чеканенные при Аббасидах и ширваншахах. Арабские авторы начали отмечать город как значительный порт только в конце X века. Расположенный на холме город был окружён прочной крепостной стеной. Слой средневекового города, выявленный у юго-восточного фасада дворца Ширваншахов, датируется VIII веком. А обнаруженные на различных участках Ичери-шехер чашенные углубления свидетельствуют о поселении ранее VIII века. Наземных архитектурных памятников, относящихся к раннему периоду города, не сохранилось.

### В годы правления Ширваншахов
В связи с распадом Арабского халифата в X—XI вв., правители ряда областей, в том числе и ширваншахи, стали править независимо. Баку и Шамахи были в это время богатыми городами и подвергались нашествию иноземцев. Так, в 1030 году у города Баку произошло сражение между русами и войском ширваншаха Минучихра I ибн Йазида. Победа русов позволила им двинуться дальше по реке Аракс и овладеть Байлаканом. Через год русы вновь напали на Ширван через Баку, однако правитель Аррана из династии Шаддадидов Муса ибн Фадл, сразившись с ними, вытеснил их из страны.

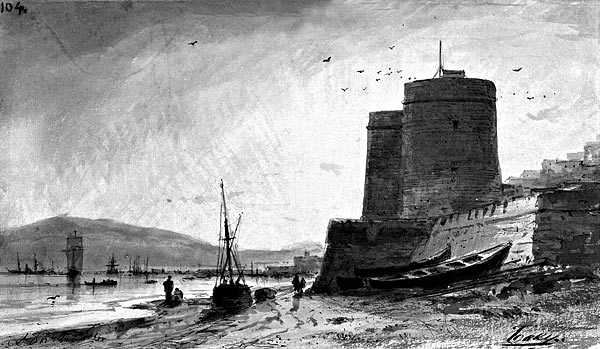
Девичья башня. Картина Алексея Боголюбова

В 40-х годах XI века ширваншахи стали возводить вокруг городов крепостные укрепления, опасаясь нашествия тюрок-огузов. В это же время источники впервые сообщают об их проникновении. В начале XI века сельджуки, одна из ветвь огузов, образовали сильную империю и стали угрожать странам Передней Азии. В 1066 году огузы под предводительством Кара-Текина напали на Ширван и на Баку. После Кара-Текина в Ширван совершали походы и другие предводители сельджуков, такие как Каймас и Алп-Арслан. Однако ширваншахи все ещё правили как независимые правители. Только после прихода к власти Сау-Тегина — правителя Ирака—Арабского и Персидского, ширваншах Фарибуз стал сельджукским вассалом. Во второй четверти XII века Ильдегиз захватил весь Ширван, включая Баку. В конце XII века Ширваншахи становятся номинально независимыми, но фактически находятся под властью Ильдегизидов.
Считается, что после того, как в 1191 году Шамахи была сильно разрушена землетрясением, ширваншах Ахситан I перенёс свою резиденцию в Баку. Ширваншахи украсили город рядом сооружений и укрепили его. В первой половине XII века были возведены крепостные стены города и произведён ряд фортификационных работ. В систему оборонительных сооружений входила и Девичья башня. Известно, что в борьбе против сельджуков ширваншахи союзничали с грузинскими правителями. Грузинская летопись сообщает, что в 1222 году в Баку для участия в свадебном пире прибывает грузинский царь Георгий IV Лаша, сын Тамары. Значение города как одного из богатых городов Ширвана и важного порта на Каспийском море в это время возрастает. Персидский поэт Хагани Ширвани в своей касыде, восхваляющей ширваншаха Ахситана ибн Минучихра, говорит о Баку как о неприступной крепости и значительном городе востока, сравнивая его с Бестамом, сильно укреплённым городом Хорасана.
В 1220 году в Ширван вторглись монголы. Захватив Сераб и Байлакан, они разгромили Шемаху и ушли через Дербентский проход. Второе вторжение монголов произошло в 1231 году. Такие крупные города, как Гянджа, Барда, Байлакан, Шабран долго не могли оправиться после разрушительного вторжения монголов. Арабский географ XV века Абд ар-Рашид аль-Бакуви сообщает, что монголы долго не могли взять сильно укреплённую крепость у моря — Баку, жители которого оказывали им упорное сопротивление. Только после завоевания всей страны город вынужден был покориться.

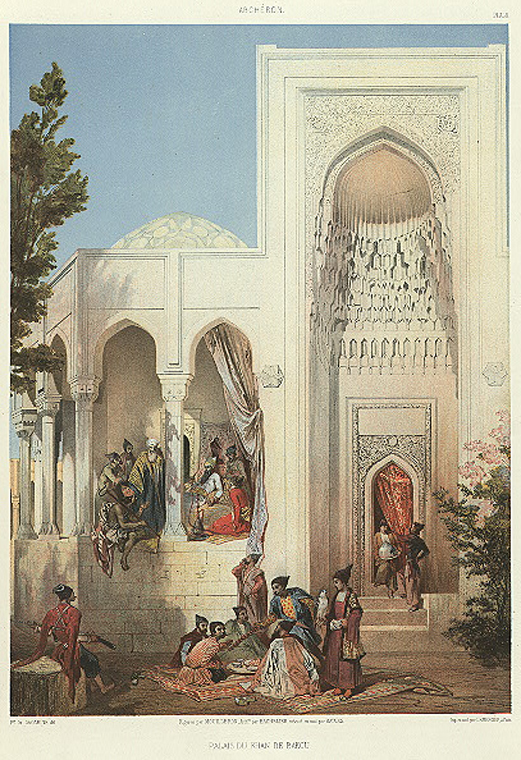
Дворец бакинского хана. Рисунок Григория Гагарина

В 1258 году внук Чингизхана, Хулагу-хан взял Багдад, положив конец халифату Аббасидов и основав династию Хулагидов. Ильханы захватили Закавказье и, так как они не признавали права Джучидов на эти земли, то между государством Ильханов и Золотой Ордой около ста лет происходили столкновения. За эти годы граница между государствами проходила то близ Дербента, то близ Баку. Ширваншахи в это время правили в своих владениях на правах вассалов монголов, участвовали в походах ильханских государей. При Ильханах Баку был местом зимовок монгольских государей. В 1297 году в Баку с намерением перезимовать прибыл Газан-хан. Одорико Порденоне так пишет о хане:«Здесь (в Султанийе) в летнее время проводит жизнь хан, зимой переезжает в другой город, называемый Бакук (Bacuc)».
После распада монгольской державы в начале XIV века Ширваншахи вели борьбу с образованными на территории государства Ильханов Чобанидами, а затем и Джелаиридами. О покорении ими Баку говорят найденные в городе монеты 1360 года с именем Султана Шейха Увейса. Ширван также подвергался вторжению Тохтамыша и Тимура, о пребывании которого сообщают чеканенные от его имени монеты конца XIV века. Ширваншах Шейх Ибрагим принимал участие в войне против османского султана Баязида на стороне Тимура, сопровождал его, приезжая в Халеб, когда Тимур вступал в Сирию в 1400 году. После смерти Тимура Ширван приобретает независимость. Даже после покорения страны Кара-Юсуфу, ширваншах Ибрагим был только формально вассалом правителей государства Кара-Коюнлу и был полновластным правителем Ширвана от Шеки до Дербента.
В начале XV века Ширван освободился от иноземного ига и до начала XVI века, в течение ста лет, страна была независимым государством. Правивший страной до 1465 года сын Ибрагима Халилл Уллах I, оставаясь независимым, поддерживал тимуридов, ведших борьбу с государями Кара-Коюнлу. Когда Халилл Уллах прибыл в ставку Шахруха в Карабах, последний пожелал с ним породниться и обручил его с правнучкой Тимура. Халилл Уллах развил большую строительную деятельность в городах Ширвана, а особенно — в Баку, который становится в это время столицей государства. При нём началось строительство ансамбля дворца Ширваншахов, караван-сараев и мостов.

## Крепостные сооружения

### Девичья башня

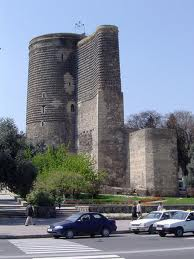
Девичья башня

Девичья башня (Кыз-Каласы, азерб. Qız Qalası) расположена в юго-восточной части Ичери-Шехер. Сооружённая в виде огромного каменного цилиндра на выступе береговой скалы, отвесно обрывавшейся к морю, она достигает в высоту 28 метров. Её стены в толщину достигают 5 метров у основания и 4 метров на уровне 8-го этажа. В толщине стен до уровня 3-го этажа устроен ход в колодец.
Предназначение этого памятника по сей день остаётся не ясным. На её юго-западной стороне, приблизительно на уровне 14 метров, расположена надпись «башня Мас’уда, сына Давуда». Н. В. Ханыков полагал, что упомянутое лицо — Мас’уд, принадлежал к иракским сельджукидам, но прямых указаний на него в исторических источниках нет. Даты постройки в надписи нет, но, поскольку она выполнена типичной формой куфического письма XII века, то можно считать эту надпись сделанной в XII веке. До 1907 года Девичья башня функционировала как маяк.

Девичья башня и надгробья в Старом Баку

Во время небольших раскопок, проведённых в 1924 году близ башни, вокруг этого сооружения был обнаружен ряд подземных комнат, крытых стрельчатым сводом. С. Ашурбейли полагает, что это были здания одного из городских кварталов старого Баку. В ходе археологических работ 1962—1964 годов вокруг Девичьей башни были выявлены хозяйственные ямы и колодцы, в которых оказалось большое количество фрагментов стекла, глиняных сосудов, чирахов (светильников), цветного фарфора, фаянса и другие предметы.

### Северные крепостные ворота
В северной части крепостных стен, между двумя фланкированными башнями, расположены двое ворот — Шемахинские ворота и Ворота Шах-Аббаса, известные как «Парные крепостные ворота» (азерб. Qoşa qala qapısı). В прошлом Баку окружали несколько рядов стен и данные ворота устроены в ныне существующей, самой старой стене, которую В. М. Сысоев относил к XII веку. Вторая (наружная) крепостная стена располагалась впереди существующей на расстоянии около 10 метров (по Э. Кемпферу — 15 шагов, а по И. Березину и П. Буткову — 11 аршин) и была параллельной ей. Над вторыми воротами имелась надпись, гласившая:
Приказал выстроить эту неприступную крепость и твёрдую крепостную стену во дни царствования высочайшего султана и величайшего хагана, владельцев... народов, подкрепляемого милостью щедрого царя (Аллаха), шаха Аббаса ас-Сафави аль-Хусейни Бахадур-хана, — да увековечит Аллах царство его, — опора блестящего царства Зульфикар-хан, в тысячу семнадцатом году (хиджры) (1608/9 г. н. л.).

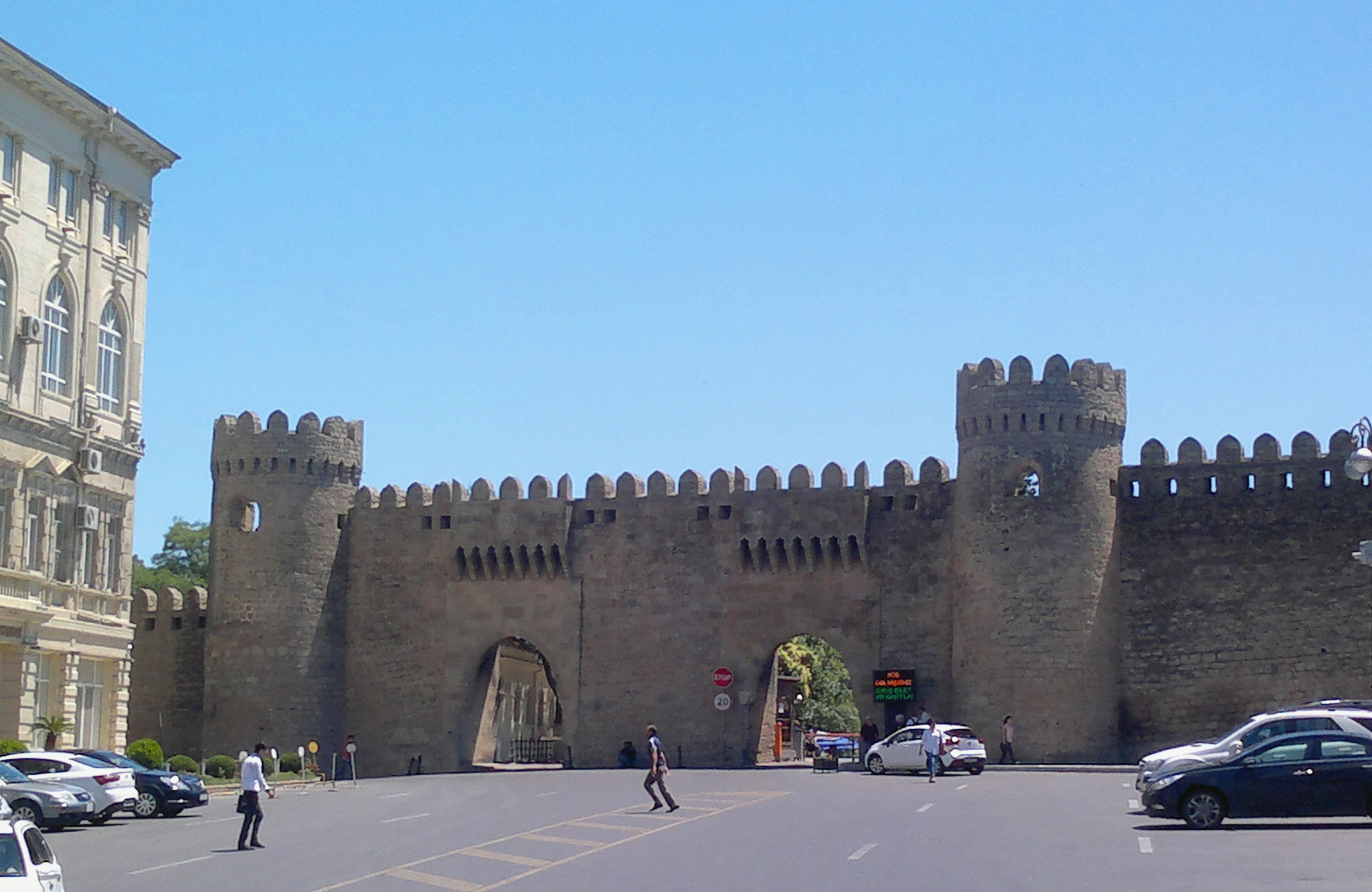
Ворота Шах-Аббаса (слева) и Шемахинские ворота (справа)

Таким образом, как явствует из надписи, вторые ворота и стены были сооружены в 1608/1609 году по приказу Зульфикар-хана, в связи с чем Н. Рзаев называл их Воротами Зульфикар-хана. В 1859 году Баку стал губернский городом. По мере его развития и увеличения населения, город стал расширяться за пределы крепостных стен. В 1880-х годах с потерей своего оборонного значения Бакинская крепость передаётся в ведение Бакинской городской думы. В связи с разбором второй (наружной) стены бакинский городской голова в 1883 году просил бакинского губернатора перенести ворота Зульфикар-хана в первую (внутреннюю, нынешнюю) стену рядом с Шемахинскими воротами, на что было получено разрешение.
Перенося ворота Зульфикар-хана во внутреннюю стену, городская управа решила строить рядом с Шемахинскими новые (Шах-Аббасовские) ворота, сделав их копией последней. На новые ворота была прикреплена чугунная надпись на русском и персидском языках «Ворота Шах-Аббаса». В настоящее время камень с надписью даты строительства и имени (Зульфикар-хана) над воротами сохранился только наполовину, а арабские надписи с правой стороны от ворот — полностью. Высота проёма Шах-Аббасовских ворот равна 9,63 метра, а Шемахинский — 9,53 метра; ширина Шах-Аббасовских ворот достигает 4,26 метра со стороны города и 4,36 метра со стороны крепости, а Шемахинских — 4,25 и 4,26 метра соответственно.
Ворота реставрировались в 1956—1957 годах.
В 2020 году в Ичеришехер завершились реставрационно-консервационные работы, которые проводились при поддержке Фонда Гейдара Алиева. Работы по реставрации и укреплению части ворот Гоша Гала и крепостных стен были осуществлены в 2018—2019 годах.

### Донжон

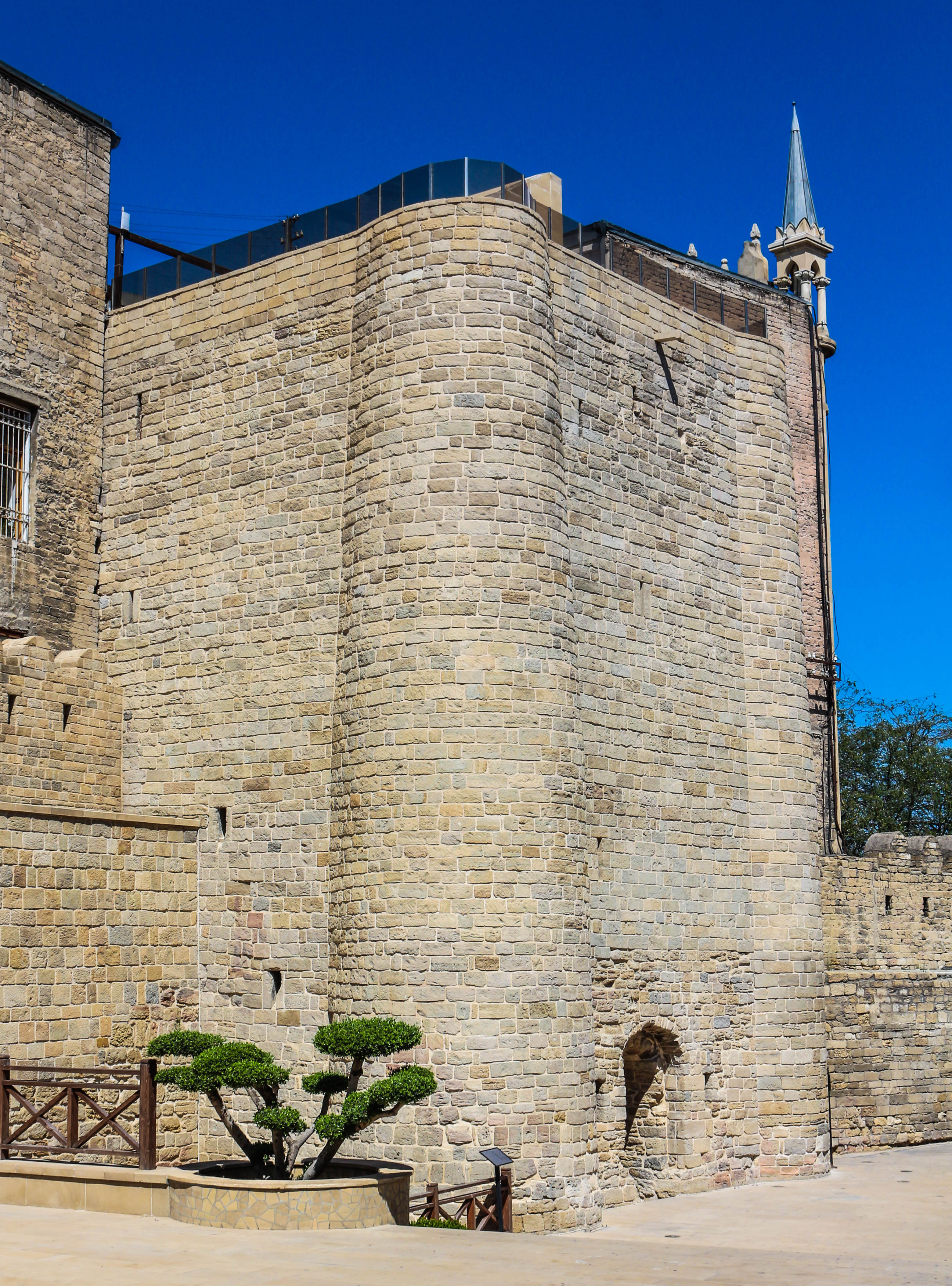
Донжон

Четырёхугольная башня в Ичери-Шехер была построена в XIV веке с целью сохранения крепости и крепостных стен, а также улучшения оборонительной системы. По свидетельству средневековых источников, в городе Баку насчитывалось 70 полубашен и одна четырёхугольная башня, расположенная в северной части крепости. В средние века эти башни также использовались как помещения для хранения оружия. Вокруг главного донжона крепости присутствует уникальный архитектурный прием зооморфного сценария, который широко используется в мусульманских изделиях из металла. Данный приём мог быть получен из армянских рукописей.

## Дворцовые комплексы
Дворцовый комплекс бакинских ханов
Бакинские ханы жили во дворце, расположенном на территории слева от Шамаханских ворот. После захвата Бакинского ханства Россией в 1806 году во дворце располагался российский военный гарнизон. До недавнего времени здесь располагалась военная комендатура. Когда-то на этой территории был цветущий сад с бассейном. До наших дней от дворцового комплекса сохранился портал и отреставрированная маленькая мечеть. Баня до сих пор находится под землей. В период позднего средневековья за крепостными стенами в городе Баку имелся ханский сад и ханский дворец. В 1985—1986 гг. на части территории дворца ханов были произведены археологические раскопки и было выявлено большое количество образцов материальной культуры, водопровод и подземные архитектурные строения.
Дворец Ширваншахов
Средневековый комплекс дворца Ширваншахов расположен на одном из холмов Ичери-шехер. Дворец был заложен в XII веке, а завершилось строительство в XV веке. Размещён дворец в трёх внутренних двориках, расположенных на различных уровнях. Сам дворец и усыпальница Ширваншаха Фаррух Йасара, именуемая также Диванхане, располагаются в верхнем дворе. В нижнем дворе находится дворцовая мечеть и усыпальница Ширваншахов — тюрбе. Усыпальница была построена по приказу Ширваншаха Халилуллаха для своего сына и матери. Ещё ниже находится участок, на котором размещается баня и крытый колодец — овдан. Все три двора составляют единый комплекс, окружённый крепостной стеной. Единственным памятником XVI века в комплексе являются «Ворота Мурада», надпись на которых гласит, что они были построены в 994 году хиджры (1585-86 гг.), в честь Султана Мурада III.

## Бани Ичери-Шехер
Баня Гаджи Гаиба
Баня Гаджи Гаиба построена в конце XV века архитектором Гаджи Бани по заказу Гаджи Гаиба. Баня располагалась на торгово-караванном пути, она долгое время оставалась под землёй и была выявлена лишь в результате археологических раскопок 1964 года.

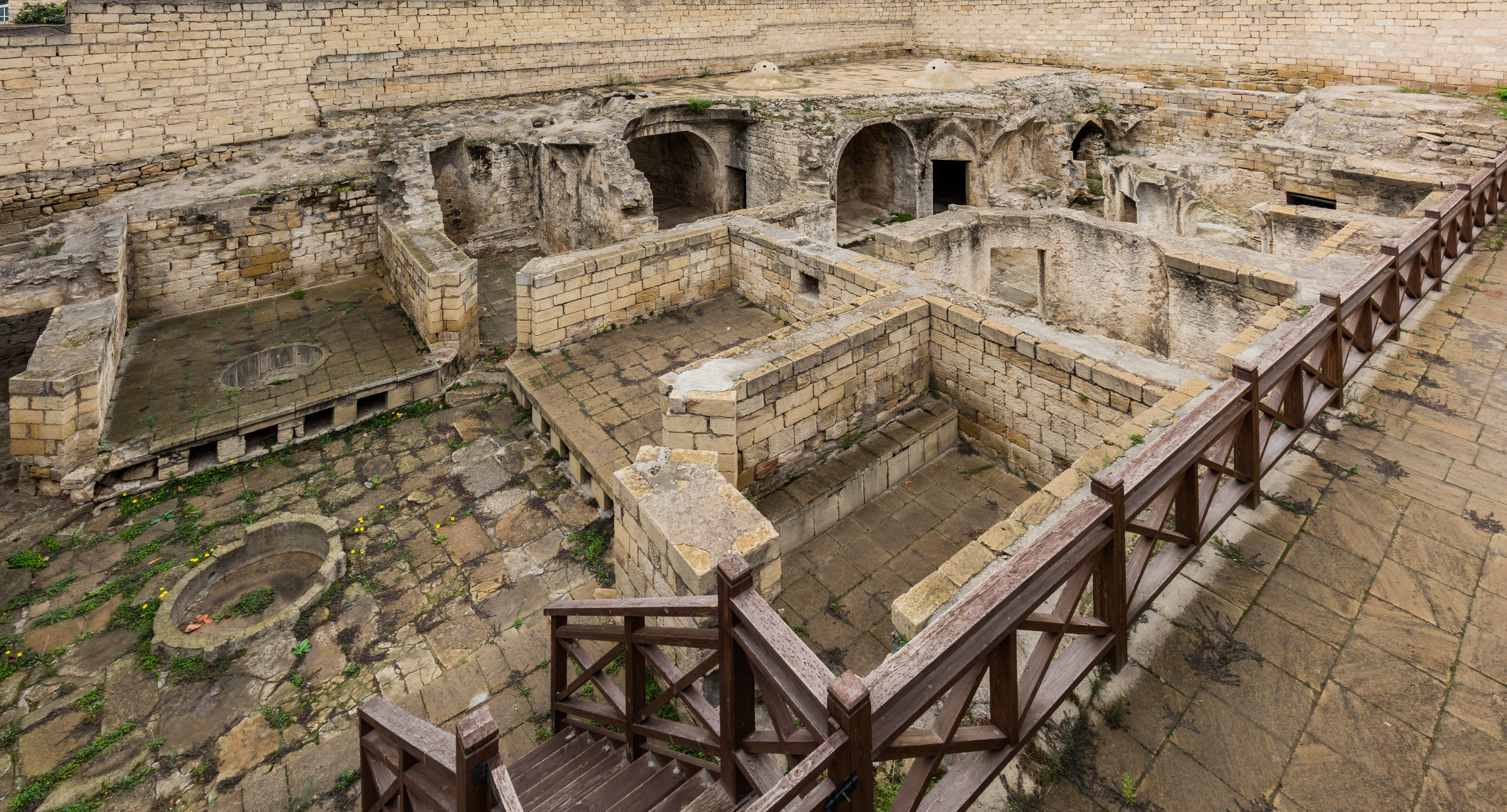
Бани Ширваншахов
Бани Ширваншахов находятся к западу от Дворцовой мечети и усыпальницы ширваншахов. Их расположение не позволяет оконтурить территорию, которая принадлежала дворцу. Предполагается, что баня из 26 помещений, построенная в XV веке, действительно была дворцовой. Будучи засыпанной землёй, над которой располагался сад, баня была обнаружена в ходе археологических раскопок 1947 и 1958—1962 годов. Она была расчищена от завалов, а внутреннюю планировку бани удалось восстановить благодаря консервации нижних рядов кладки стен.
Дворцовая баня, как и подавляющее большинство бань стран Востока, была заглублена в землю, снаружи были видны только входной портал и купола больших залов, макушки которых завершались дырчатыми фонариками, которые служили для проветривания. Вода сюда поступала из располагающегося рядом древнего овдана.
Баня Ага Микаила
Баня Ага Микаила была сооружена в XVIII веке в юго-западной части крепости, на одной из основных улиц — Кичик Гала жителем Шемахи Гаджи Ага Микаилом. В простонародье территория где расположена баня именуется кварталом банщиков. Вход в баню со стороны улицы Кичик Гала. Раздевальня и купальня имеют квадратную форму. Архитектурная композиция бани выражена разделенными на пропорциональные ярусы стрельчатыми арками и куполами.
Баня Касум-бека
Баня Касум-бека расположена около Сальянских ворот. В простонародье эта баня именовалась «Сладкая баня» (это было связано с тем, что здесь с чаем подавали сладости). Баня состоит из вестибюля, раздевальни, купальни, бассейна и истопки. После реставрационных работ в 1970 году в бане открылась «Зелёная аптека».
Баня Ага Зейнала
Баня Ага Зейнала XIX век, устроена по заказу Гаджи Ага Зейнала (деда бакинского миллионера Рамазанова) прямо в жилой застройке (улица Сафтара Кулиева, 5)

## Караван-сараи
Ханский караван-сарай
«Ханский» караван-сарай был сооружен в XII веке. Квадратный в плане, караван-сарай имеет внутренний дворик четырёхугольной формы (со срезанными углами) и окружен балконом. Северный и южный входы караван-сарая имеют форму портала. Основной вход в период средневековья был со стороны моря. С юга фасад караван-сарая двухэтажный и имеет вид оборонительного сооружения. В средние века караван-сарай со стороны торговой улицы состоял из прилавков, не имеющих прямой связи с двором, еще раньше здесь функционировала медресе.
Караван-сарай Мултани
Индийский Караван-сарай Мултани XV века расположен напротив Бухарского караван-сарая. Караван-сарай являлся местом пребывания огнепоклонников из Индии, из города Мултан. Имеющий квадратную форму и внутренний дворик, караван-сарай сооружен на относительно древних строениях. По периметру дворика расположены балкончики, за которыми имеются отдельные комнаты-кельи, предназначенные для индивидуального жилья.
Бухарский караван-сарай
Бухарский караван-сарай был построен в конце XV века на торговом пути, проходящем через Шамаханские ворота. Караван-сарай имеет форму квадрата с выпуклым порталом и восьмигранным двором, балкончиками и кельями. Реставрационные работы 1964 года полностью освободили здание караван-сарая от строений и пристроек, осуществленных до этого.
Караван-сарай Касум-бека
Построенный в XVII веке караван-сарай принадлежал жителю Баку Касум-беку и его наследникам. Квадратный по форме, караван-сарай имеет два открытых входа, расположенных по одной оси. Вход в караван-сарай (в связи с морской торговлей) находится со стороны улицы Сахил и отчасти расположен на торговой магистрали. Внутренне пространство — восьмигранник. Двор окружен балкончиками, за которыми расположены отдельные комнаты.

## Мечети

### Дворцовая мечеть в Баку

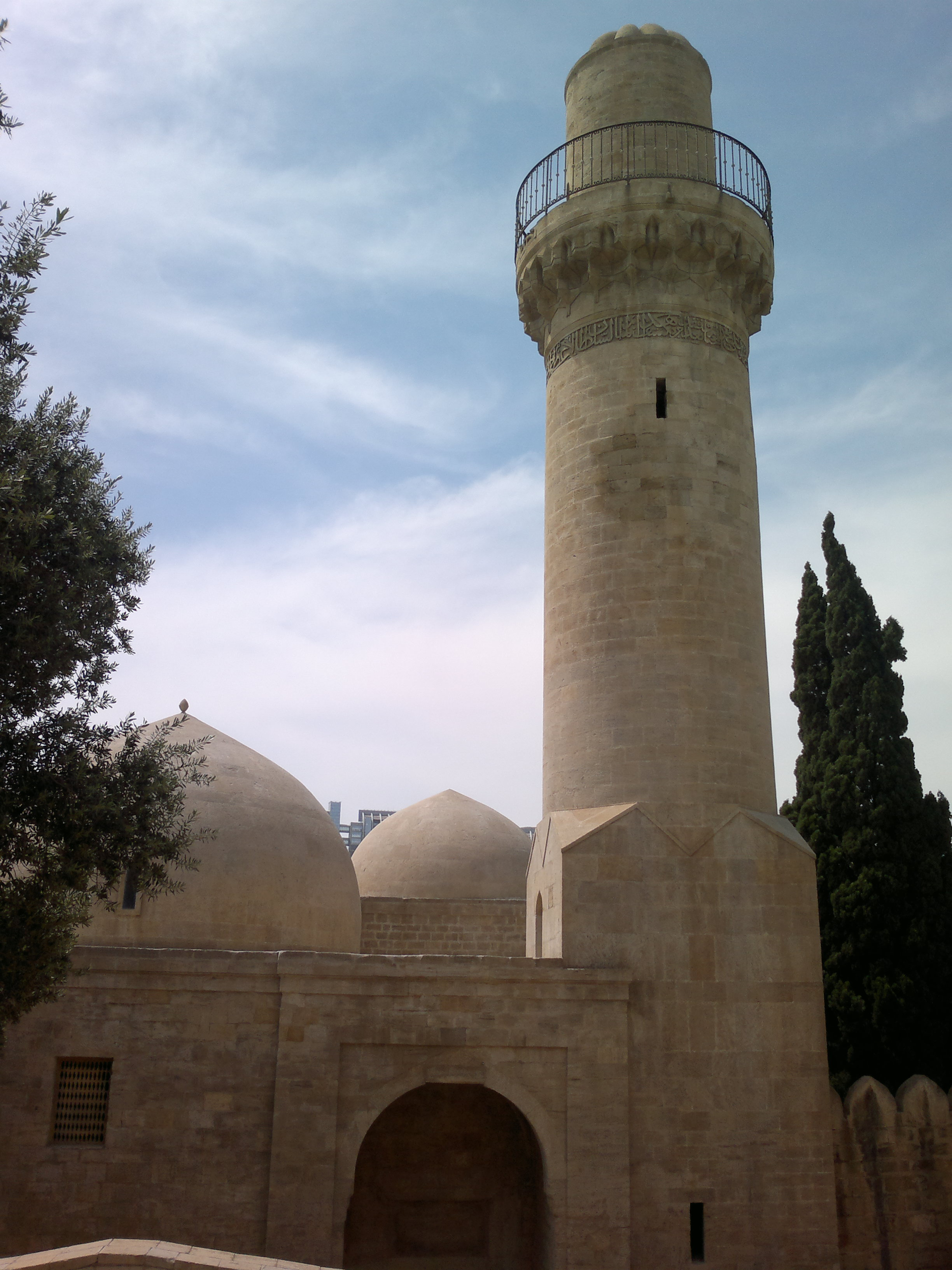
Дворцовая мечеть

В парадной части нижнего двора комплекса Дворца ширваншахов расположено здание мечети с минаретом. В плане мечеть прямоугольная, имеет большой зал, небольшую женскую молельню и служебные комнаты. Северный портал обращён к усыпальнице ширваншахов. Этот портал более торжествен чем восточный, который был предназначен для обитателей дворца, спускавшихся по полуподземному проходу. Двусветный молельный зал покрыт куполом на сферических парусах.
Над северо-восточным углом мечети возвышается минарет, заканчивающийся сталактитовым карнизом, поддерживающим балкончик, который имел прежде каменный барьер. Стоит также отметить тонко промоделированные детали сталактитов шерефе. Надпись опоясывает минарет ниже сталактитового карниза. Она исполнена шрифтом «насх» и содержит следующую надпись:
Хвала высочайшему и всесильному Аллаху и молитва (благословение) на избранном Мухаммеде. А затем приказал открыть (раскрыть) этот минарет величайший султан Халиллулах. Да возвеличит Аллах дни его правления (владычества) и царствования. Восемьсот сорок пятый год. (845 г. х. — 1441/2 г.)
Надпись говорит о построении минарета, но не мечети, которая была построена в более раннее время. Это подтверждает отсутствие на ней декорированного богатого портала и художественных надписей.

### Мечеть Мухаммеда

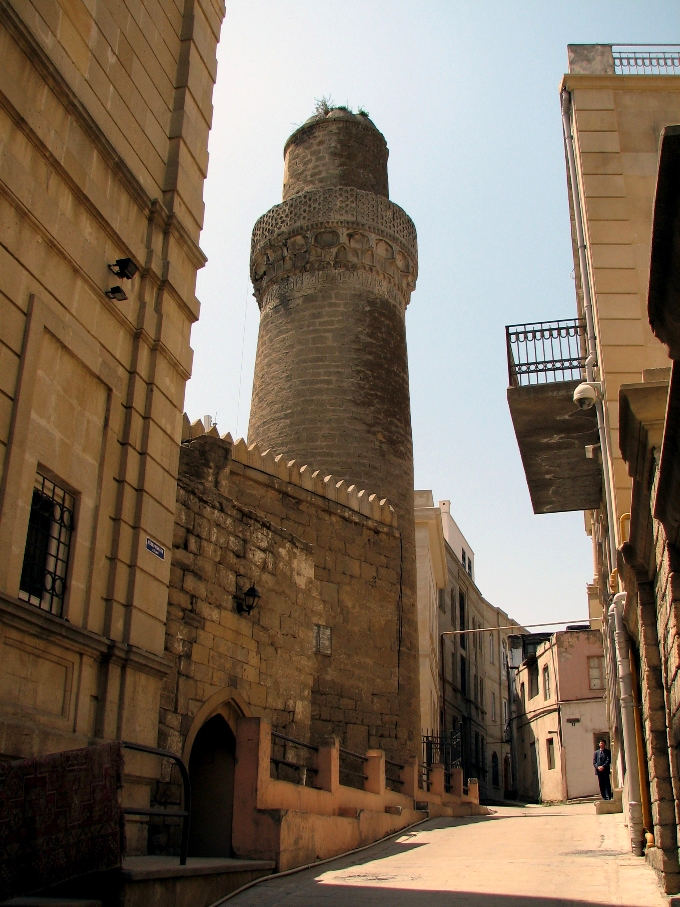
Мечеть Мухаммеда

Является наиболее ранним датированным памятником (XI век) в крепости. Среди местного населения она известна под названием мечети «Сынык-кала» (то есть разрушенная башня). Это название появилось после того, как в 1723 года русские войска с генералом М. А. Матюшкиным, осаждавшие Баку, обстреляли город, в результате чего минарет мечети был слегка разрушен.
На северной стене мечети с левой стороны входного портала имеется каменная плита, на которой куфическим шрифтом высечена арабская надпись, гласящая: «Во имя… Это здание мечети приказал (построить) устад, начальник Мухаммед, сын Абу-бекра. Год один и семьдесят и четыреста» (471 год хиджры, то есть 1078/1079 год нашего летоисчисления). Указанная дата соответствует времени правления ширваншаха Фарибурза I. По сообщению местных жителей помещение мечети некогда использовалась в качестве «молла-хана».
Рядом с мечетью, к западу, расположен минарет высотой 12 метров. До высоты 10 метров диаметр его корпуса равен 416 см и дальше уменьшается до 380 см. Шэрэфэ (балкон для муэдзина), который поддерживает двухъярусный пояс сталактитов, опоясывает куфическая надпись коранического содержания (сура 17, аят 81-82).

### Мечеть шейха Ибрагима

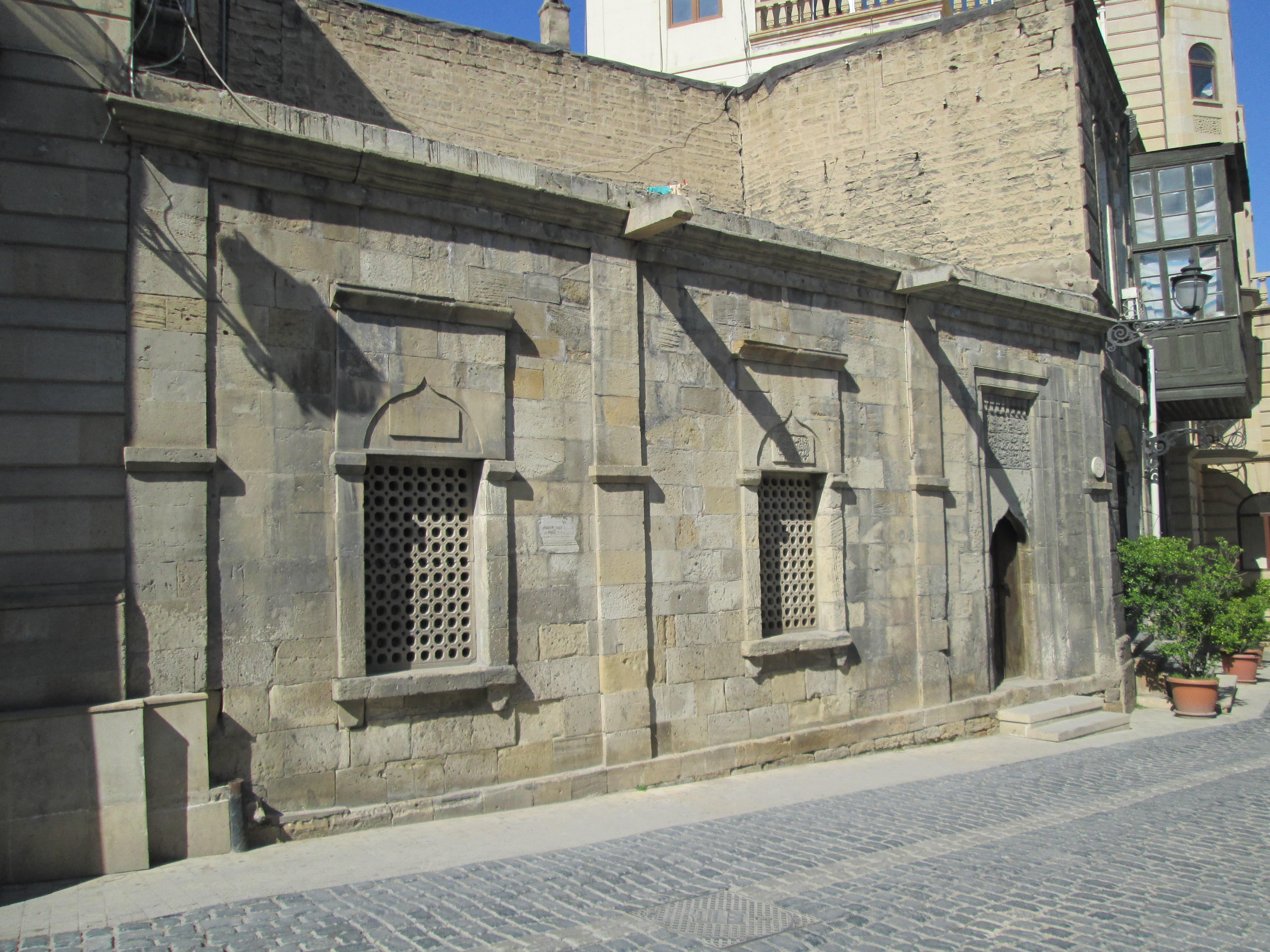
Мечеть шейха Ибрагима

Расположена в южной части Бакинской крепости, на торговой магистрали, выходящей к Сальянским воротам. Она была построена в 1415/1416 году Хаджа Амир Шахом в годы правления ширваншаха Ибрагима I. Над входной дверью в мечеть сохранилась китабе с выполненной резьбой по камню арабоязычной надписью. На китабе написаны дата заказа строительства и имя строителя:
Во времена Султана Шейха Ибрагима сына Султана, почётный глава Хаджа Амир Шах ибн покойный Хаджа Гаджи Ягуб в восемьсот восемнадцатом году (1415/16) приказал построить эту мечеть.
В мечети имеется ещё одна надпись, свидетельствующая о том, что в 1286 году по хиджре (то есть в 1869 году) её ремонтировал бакинец Ага Гафар Хаджи Мурад оглы. Длина мечети 14 метров, ширина — 10 метров.

### Джума мечеть

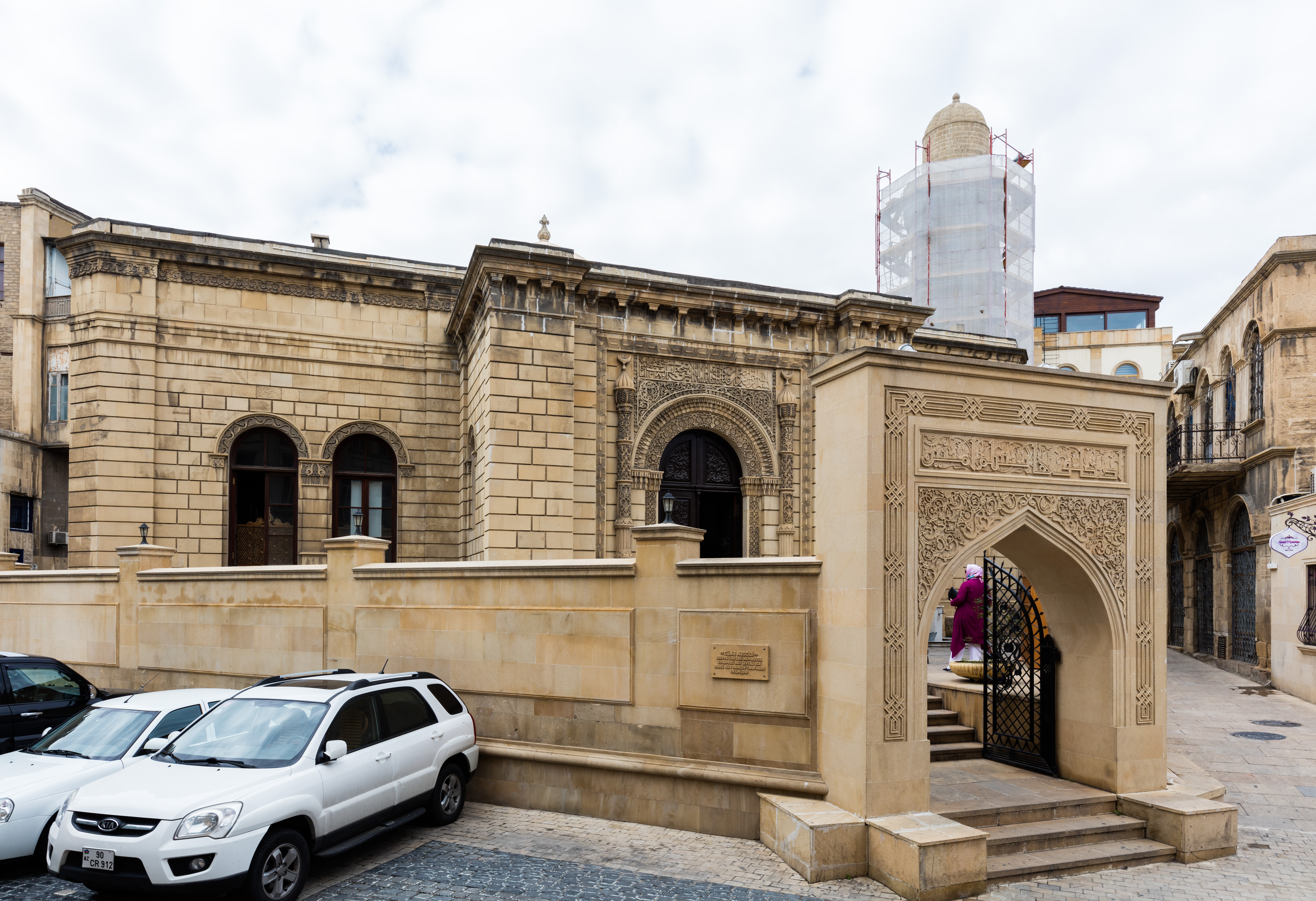
Бакинская Джума-мечеть

Расположенная недалеко от Девичьей башни, была построена в начале 1899 года на месте древней Джума-мечети. Новое здание было выстроено в новоперсидском стиле.
К зданию примыкает минарет XV века, у подножия которого в стену вмонтировано несколько надписей. Среди них есть каменная надпись на персидском языке, которая находилась раньше на северной стороне древней Джума-мечети и представляющая собой ярлык хулагуидского султана Улджайту. В основание мечети вмонтирована запись, которая, по сообщению Б. Дорна, располагалась на южной стороне древней Джума-мечети. Эта надпись сообщает о реставрации здания:
Приказал возобновить это здание повелитель эмиров и вельмож, эмир Шереф ад-Дин Махмуд сын Фахр ад-Дина... да продлится его владение. В дату (в месяц) раджаб, год девять и семьсот (709 г. х. 5.XII—4.1.1309/10 г.).
На минарете имеется надпись с именем Халил-Уллаха 841 года хиджры (то есть 1437/1438 года).

### Мечеть Сеид Яхья
Построена в начале XVII века, расположена на старом торгово-караванном пути. В плане квадратная, с купольным центром. Мечеть возведена на средства Сеида Яхьи Муртуза, являвшегося ахундом мечети. После смерти он был похоронен во дворе мечети. В настоящее время его могила расположена у входа в мечеть.

### Мечеть Баба Кухи Бакуи
Остатки мечети (IX века), обнаруженные в 1990—1993 гг. во время археологических раскопок археологом Ф. Ибрагимовым у Девичьей башни. Во время кратковременных раскопок 1998 года были выявлены две комнаты. На алтаре мечети имеется арабская надпись почерка куфи, прочитанная эпиграфистом М. Неймат, которая гласит: «Власть принадлежит Аллаху». Археолог Ф. Ибрагимов предполагает, что эта мечеть принадлежала видному религиозному деятелю и ученому, бакинцу Баба Кухи Бакуви.

### Бегляр-мечеть
Мечеть XIX века, расположенная к востоку от комплекса Дворца ширваншахов, построена в 1895 году на месте более древней мечети. Интерьер мечети состоит из вестибюля, молельного зала и декоративно выложенного алтаря. В архитектуре мечети объединены конструктивные принципы европейской, восточной и местной архитектуры.

### Мечеть Гаджи Бани
Расположена к северу от комплекса Дворца ширваншахов. Согласно небольшой эпиграфической надписи, расположенной на фасаде, мечеть построена архитектором Гаджи Бани в XVI веке. В плане — купольная в центре. Напротив входа расположен крупно-выложенный алтарь, украшенный сталактитовым ярусом. Из другой надписи становится известно, что мечеть была восстановлена в 1320 году хиджры (1902 год); была произведена перестройка и были достроены вестибюль и специальная часть для женщин.

### Лезги-мечеть
Эта мечеть, расположенная на улице Асафа Зейналлы, была построена в 1169 году шемахинцем Наджаф Ашур Ибрагим оглу на свои заработанные «ХАЛАЛ» деньги и подарена общине Ичеришехер. Об этом свидетельствует мемориальный эпиграфический камень на боковом фасаде по ул. им. А.Зейналлы. Своё позднее название она получила после нефтяного бума XIX века, когда в Баку наблюдался большой приток рабочей силы, в том числе и из Дагестана. Для проведения религиозных обрядов эта мечеть была предоставлена рабочим-лезгинам. По объёму мечеть имеет форму параллелепипеда. На южном фасаде позднее были открыты два небольших окна. Небольшой вход в форме стрельчатой арки, расположенный в северо-восточной части мечети, ведет в широкий однокамерный молельный зал. В 1970 году при реставрации мечети были произведены археологические раскопки, в результате которых под южной частью здания были обнаружены две полукруглые арки, относящиеся к периоду Сасанидов.

### Мектеб-мечеть
Эта мечеть и одновременно мектеб-медресе была построена в 1646 году. Во время ремонта улицы Асафа Зейналлы келья медресе оказалась по ту сторону дороги.

### Мечеть Гилейли
Двухкупольная, с резными решетками на окнах, мечеть расположена в верхней части крепости строилась в 1309 году в два этапа. Своё название получила по кварталу, где жилы выходцы из Гиляна (торговцы шёлком). В 2006 арабами, арендаторами мечети, была предпринята попытка закрыть под слоем штукатурки надписи XIV века, относящиеся к шиитскому направлению ислама. Возмущение жителей квартала и быстрая реакция ГИВ Баку прекратили акт вандализма. В СМИ вышла статья М. Мамедова «КУВАЛДОЙ ПО XIV ВЕКУ», которая вызвала большой резонансом и помогла быстро восстановить эпиграфические надписи, прочтенные и занесенные в книгу М. Нейматовой «Эпиграфические памятники Азербайджана»

### Чин-мечеть
Расположена к юго-западу от комплекса Дворца Ширваншахов. Надпись на фасаде над входом гласит, что мечеть отстроена в 777 году хиджры, то есть в 1375 году по завещанию Имама Османа аш-Ширвани. В простонародье мечеть именуется «Чин» — по поверью желания всех, кто посещал мечеть, исполнялись.

### Мечеть Гаджи Эйбата
Мечеть Гаджи Эйбата находится в ряду с жилыми кварталами на севере крепости. Она построена в 1791 году архитектором Гаджи Эйбат Амирали оглы. В плане мечеть четырёхугольная, состоит из квадратного вестибюля, служебного помещения и молельного зала с нишами. В одном из углов молельного зала располагаются могилы архитектора и его супруги.

### Молла Ахмед-мечеть
Построена в начале XIV века зодчим Махмудом ибн Садом по заказу Насреддина Гуштасп бин Хасан Хаджибаба. Этот же зодчий является автором Нардаранской крепости (1301 год) и мечети Биби-Эйбат (конец XIII века). По плану мечеть прямоугольная, небольшая по объёму и однозальная. Её длина 9 метров, ширина — 8 метров.

### Мирза Ахмед-мечеть
Расположена в одном ряду с жилыми кварталами, построена в 1345 году Гаджи Мирза Ахмедом. В плане имеет четырёхугольную форму и состоит из квадратного вестибюля, служебного помещения и молельного зала с нишами, из куполов и стрельчатых арок. В центре входной двери расположена надпись из Корана и имя строителя.

### Хыдыр-мечеть
Построена в 1301 году на улице с перепадом уровня высоты, что оказало влияние на архитектурно-планировочный стиль мечети. В 1988 году в нижнем этаже каменного свода мечети были проведены археологические раскопки, а также реставрационные работы на портале. Было установлено, что мечеть воздвигнута на храме огнепоклонников.

## Другие объекты на территории Ичери-Шехер

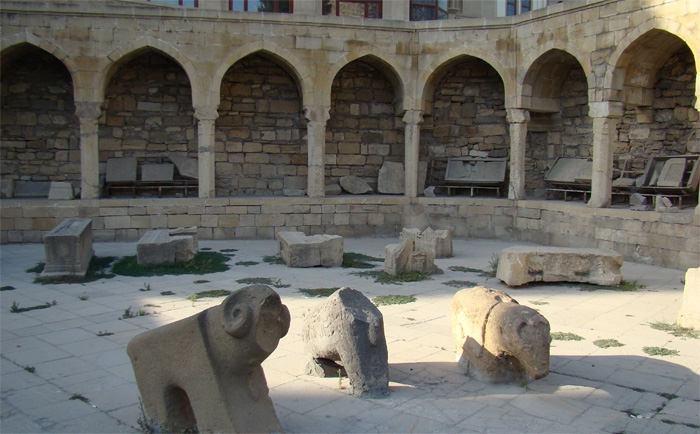
Надгробья в виде каменного изваяния барана на базарной площади, окруженной стрельчатыми арками

### Мавзолей Сеида Яхья Бакуви
Мавзолей Сеида Яхья Бакуви был построен приблизительно в 1457—1463 годах. Располагается в центре среднего двора комплекса Дворца Ширваншахов. В народе известен как мавзолей «дервиша» и назван по имени погребенного в нём придворного астролога Сеида Яхья Бакуви.

### Базарная площадь
Базарная площадь, представляющая собой колоннаду со стрельчатыми арками, была обнаружена во время археологических раскопок 1964 года севернее Девичьей Башни. Со всех сторон памятник окружен балкончиками и арками с колоннами, напоминая Мекку. В результате археологических исследований здесь были выявлены 52 могилы, в некоторых из них захоронения производились дважды. Здесь расположены надгробья в виде каменного изваяния барана, стелы, а также надгробья с резьбой. В настоящее время здесь функционирует музей под открытым небом.

## Церкви
- Церковь Святой Богоматери — армянская апостольская церковь XVIII—XIX вв.[25] По словам работавшего в 1992 году в Баку дипломата, в 1992 году, в разгар карабахского конфликта церковь была разрушена[52]. Сохранилась нижняя часть колокольни.
- Церковь Святого Николая — церковь, построенная в 1858 году. Была частично разрушена 1930 году. Сохранилась только нижняя часть здания храма[49].
- Часовня апостола Варфоломея — часовня, построенная в 1892 году по проекту архитектора Ивана Эделя в русском стиле[53].

### Утраченные памятники

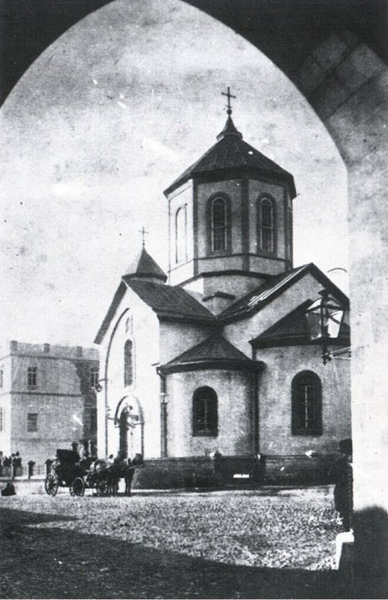
Церковь Святого Николая 1858 года
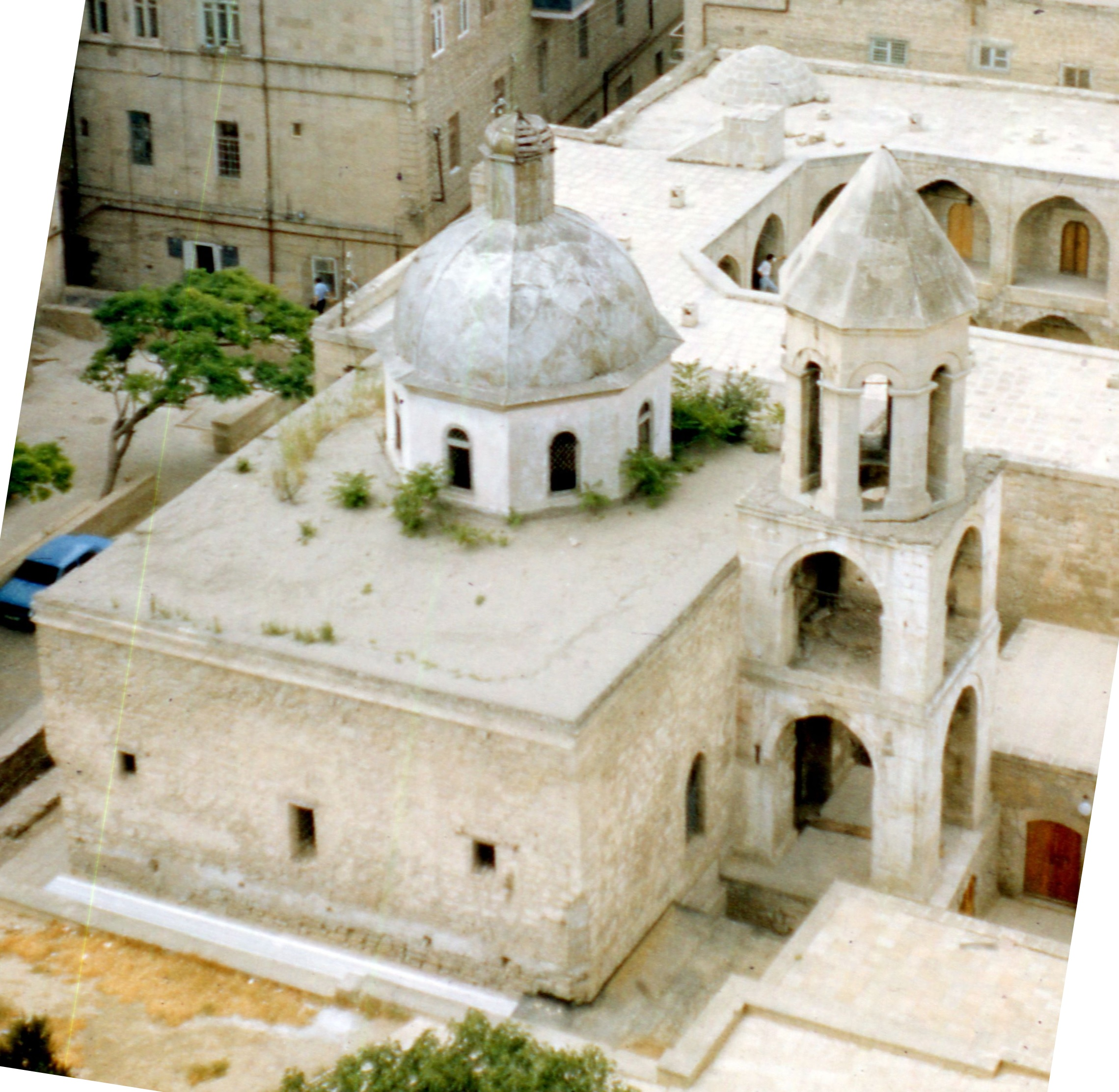
Армянская Церковь Святой Богоматери 1797 года
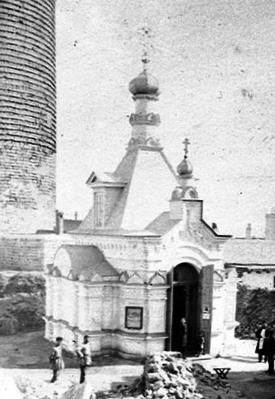
Русская Часовня апостола Варфоломея 1892 года

## Улицы в Ичери-шехер
В крепости имелись свои кварталы, жителей которых объединяли некоторые общие признаки — агшалварлылар (жители носили белые брюки как потомки моряков), гямичиляр («лодочники»), арабачылар («возничие»), хамамчылар («банщики»), сеидляр (потомки пророка Мухаммеда), джухуд-зейналлылар (еврейский квартал) и др.
Улицы крепости были непрямолинейны, благодаря чему не продувались насквозь в ветреную погоду.
Сегодня, как и в средние века, Ичери-шехер имеет три основные улицы — Большая Крепостная, Малая Крепостная (в простонародье — улица Сарай йолу) и Асафа Зейналлы (в простонародье — улица Минаряли или Карван йолу).
Большая Крепостная улица берёт начало от площади Гала, у Шамаханских (Парных) ворот. В средние века на этой площади проводились различные празднества, увеселительные мероприятия и торговые ярмарки. Основной торговой улицей была караванная дорога на шелковом пути (нынешние улицы Гюлля, Асафа Зейналлы и В. Мамедова). Улица разделяла Ичери-шехер на нижнюю и верхнюю части. Большинство общественных зданий находилось в нижней части. В этой части города всегда было многолюдно, — здесь была развита торговля. Здесь, близко к берегу, проживали рыбаки, лодочники, а также корабельщики. В верхней части, вокруг дворца Ширваншахов (дворцовом квартале), жили богатые горожане.
Малая Крепостная улица проходит от Шамаханских ворот вдоль крепостных стен в северо-западном направлении до Сальянских (южных) ворот. После взятия в 1806 году Баку русскими войсками, вдоль улицы Кичик Гала, в направлении северо-западных крепостных ворот, были построены казармы для русских солдат. Затем в этих казармах, дошедших до наших дней в перестроенном виде, поселились местные жители. На этой улице находятся такие памятники, как Четырёхугольный донжон, Овдан (водохранилище), квартал банщиков, баня Ага Микаила, подземный ход вдоль крепостных стен, Джин-мечеть и др.
Улица Асафа Зейналлы проходит недалеко от караван-сараев Мултани и Бухара, рядом с Базарной площадью и башней Гыз-гала и ведёт до Ханского караван-сарая. На этой улице ранее располагалось значительное количество торговых ларьков. По этой улице можно пройти к Девичей Башне, на базарную площадь, к археологическим памятникам, к караван-сараям Мултани, Бухара, Касум-бека и ханскому, мектеб-мечети, Лезги-мечети, мечети шейха Ибрагима и другим архитектурным памятникам.
Кроме того, в Ичери-шехер сохранилось очень много маленьких, извилистых и узких переулков (азерб. döngəsi) и тупиков: 1-й переулок А. Зейналы (на этой улице находятся одни из старейших из сохранившихся домов в крепости — 8, 10 (1700 год)), 3-й переулок А. Зейналы, 2-й Большой крепостной переулок, 3-й Большой крепостной переулок, 6-й Большой крепостной переулок, 2-й Башенный переулок, переулок В. Маммедова, 1-й переулок М. Магомаева, 2-й переулок М. Магомаева, 3-й переулок М. Магомаева, 4-й переулок М. Магомаева, 7-й переулок М. Магомаева, 9-й переулок М. Магомаева, 1-й переулок М. Маммедьярова, 3-й переулок М. Маммедьярова, 2-й Малый крепостной переулок, 4-й Малый крепостной переулок, 8-й Малый крепостной переулок, 10-й Малый крепостной переулок, 2-й переулок М. Мансура.
Посетивший в 1840-х годах Баку И. Березин писал: «улицы до того узкие и до того перепутаны, что, прожив в Баку месяц, я не знал, входя в какую-нибудь улицу, выйду ли из неё»
В 1850-х годах в Баку побывал А. Ф. Писемский. Судя по его описаниям, город в это время ещё оставался внутри городских стен. Увиденное потрясло его: «Кто не бывал в азиатских городах, тот представить себе не может, что такое бакинские улицы: задние грязные закоулки наших гостиных дворов могут дать только слабое о них понятие; мы шли между стенами без окон, по двое в ряд, и уже третий с нами не уставился бы; над собой видели только полоску неба, а под ногами навоз»

### Главные улицы
——————————————————————————————————————————
|  | Большая Крепостная (азерб. Böyük Qala küçəsi) | Малая Крепостная (азерб. Kiçik Qala küçəsi) | ул. Асефа Зейналлы (азерб. Asəf Zeynallı küçəsi) | Башенная улица (азерб. Qüllə küçəsi) | Военная улица (азерб. Hərb küçəsi) | ул. Хагигат Рзаевой (азерб. Həqiqət Rzayeva küçəsi) | проспект Нефтяников (азерб. Neftçilər prospekti) |
|  | --------------------------------------------- | ------------------------------------------- | ------------------------------------------------ | ------------------------------------ | ---------------------------------- | --------------------------------------------------- | ------------------------------------------------ |
|  |                                               |                                             |                                                  |                                      |                                    |                                                     |                                                  |

—————————————————————————————————————————————————————————————————————
|  | ул. Вели Мамедова (азерб. V. Məmmədov küçəsi) | ул. Вагифа Мустафазаде (азерб. Vagif Mustafazadə küçəsi) | ул. Азиза Алиева (азерб. Əziz Əliyev küçəsi) | ул. Кази Мухаммеда (азерб. Qazı Məhəmməd küçəsi) | ул. Муслима Магомаева (азерб. Müslim Maqomayev küçəsi) | ул. Мирзы Мансура (азерб. Mirzə Mansur küçəsi) | Замковая улица (азерб. Qəsr küçəsi) |
|  | --------------------------------------------- | -------------------------------------------------------- | -------------------------------------------- | ------------------------------------------------ | ------------------------------------------------------ | ---------------------------------------------- | ----------------------------------- |
|  |                                               |                                                          |                                              |                                                  |                                                        |                                                |                                     |

—————————————————————————————————————————————————————————————————————
|  | ул. Мирза Шафи (азерб. Mirzə Şəfi küçəsi) | ул. Сафтара Кулиева (азерб. Səftər Quliyev küçəsi) | ул. Тельмана Багирова (азерб. T. Bağırov küçəsi) | ул. Сабира (азерб. Sabir küçəsi) | ул. Фирдоуси (азерб. Firdovsi küçəsi) | ул. Ильяса Эфендиева (азерб. İlyas Əfəndiyev küçəsi) |
|  | ----------------------------------------- | -------------------------------------------------- | ------------------------------------------------ | -------------------------------- | ------------------------------------- | ---------------------------------------------------- |
|  |                                           |                                                    |                                                  |                                  |                                       |                                                      |

—————————————————————————————————————————————————————————————————————

## Общественные объекты

### Музеи
Девичья башня действует как музей с 1964 года. В настоящее время на трёх этажах башни демонстрируется экспозиция археологических материалов, обнаруженных в колодце башни. В основном это посуда, относящаяся к XII веку, утраченные части восстановлены белым гипсом. На четвёртом этаже демонстрируется средневековое холодное оружие. Здесь можно увидеть стальную секиру в форме полумесяца, щит, кинжал, копьё и доспехи. Всё предметы являются муляжами, оригиналы хранятся в Музее истории Азербайджана.
Музеефицированный средневековый комплекс Дворца Ширваншахов расположен на одном из холмов Ичери-шехер. Дворец был заложен в XII веке, его строительство было завершено к XV веку. Дворцовые здания располагаются вокруг трёх внутренних двориков и на различных уровнях. Самое верхнее положение занимают Дворец и усыпальница-Диванхана. Ниже располагается дворцовая мечеть и усыпальница Ширваншахов — «тюрбе». Ещё ниже — баня и крытый колодец (овдан). В комплексе дворца сохраняются «Баиловские камни» — каменные плиты с высеченными на них рельефными надписями и изображениями — из ныне несуществующего Баиловского замка XIII века, служившего крепостью во времена Ширваншахов.
В Музее археологии и этнографии хранятся археологические памятники, относящиеся к периодам до нашей эры и средневековья. Здесь можно ознакомиться с различными культурами, начиная с Азыхской культуры. Музейные экспозиции отражают традиции и обычаи азербайджанского народа. Музей занимает дом купца Гаджи Мамед Гусейна Мамедова, известного также как «дом с цепями».
Частный Музей миниатюрной книги, основанный Зарифой Салаховой, за 27 лет собравшей более 6000 миниатюрных книг, открылся 23 апреля 2002 года. В настоящее время в экспозиции музея демонстрируется 4350 миниатюрных книг, изданных в 62 странах мира.
В доме-музее джазового композитора и пианиста Вагифа Мустафазаде (1940—1979), созданном в 1989 году, собрано более 1200 произведений искусства, предметов быта и личных вещей композитора, фотографий, афиш, грампластинок и других документов.
Дом-музей народного художника Камиля Алиева (1921—2005) расположен в четырёхэтажном каменном здании. Здесь художник прожил всего 11 месяцев и скончался в 83-летнем возрасте. В доме-музее 127 авторских ковров, одним из первых азербайджанских художников Алиев начал ткать портреты известных людей на коврах. Есть также незаконченные работы.
| Название                         | Адрес                       | Фото |
| -------------------------------- | --------------------------- | ---- |
| 1. Девичья башня                 | Проспект Нефтяников         |      |
| 2. Дворец Ширваншахов            | ул. Малая Крепостная, 46/11 |      |
| 3. Музей археологии и этнографии | ул. Большая Крепостная, 42  |      |
| 4. Музей миниатюрной книги       | ул. Замковая, 67            |      |
| 5. Дом-музей Вагифа Мустафазаде  | ул. Вагифа Мустафазаде, 4   |      |
| 6. Дом-музей Камиля Алиева       | ул. Башенная, 18            |      |
| 7. Дом-музей Таира Салахова      | ул. Эфендиева, 55           |      |

### Посольства
| Название                | Адрес                       | Фото |
| ----------------------- | --------------------------- | ---- |
| 1. Посольство Греции    | ул. Малая Крепостная, 86/88 |      |
| 2. Посольство Италии    | ул. Малая Крепостная, 44    |      |
| 3. Посольство Польши    | ул. Малая Крепостная, 2     |      |
| 4. Посольство Швейцарии | ул. Большая Крепостная, 9   |      |
| 5. Посольство Венгрии   | ул. Мирзы Мансура, 72       |      |
| 6. Посольство Сербии    | 1-я Замковая улица, 70      |      |

### Гостиницы
| Название                    | Адрес                        | Фото |
| --------------------------- | ---------------------------- | ---- |
| 1. Sultan Inn               | ул. Большая Крепостная, 20   |      |
| 2. Meridian                 | ул. A. Зейналлы, 39          |      |
| 3. Muzeum Inn               | ул. Кази Мухамеда, 3         |      |
| 4. Old City Inn             | ул. Азиза Алиева, 9          |      |
| 5. Altstadt                 | ул. Мамедьярова, 3/2 а       |      |
| 6. Atropat                  | ул. M. Магомаева, 11         |      |
| 7. Ноев ковчег (Noah’s Ark) | ул. И. Эфендиева             |      |
| 8. Boutique Palace          | ул. Азиза Алиева, 9          |      |
| 9. Boyuk Gala               | ул. Мирзы Мансура, 68        |      |
| 10. Giz Galasi              | ул. Мирзы Мансура, 34        |      |
| 11. Icheri Sheher           | ул. Мамедьярова 1/34         |      |
| 12. Kichik Gala Boutique    | ул. Малая Крепостная, 98     |      |
| 13. King Palace             | ул. Муслима Магомаева, 56/37 |      |
| 14. Old Gates               | ул. Малая Крепостная, 8/1    |      |
| 15. The Horizon             | ул. Мирзы Мансура, 62        |      |

### Рестораны
| Название           | Адрес                      | Фото |
| ------------------ | -------------------------- | ---- |
| 1. Köhnə Şəhər     | ул. Вели Мамедова, 24      |      |
| 2. Karvansaray     | ул. Большая Крепостная, 11 |      |
| 3. Muğam Klubu     | ул. Х. Рзаевой, 9          |      |
| 4. Chocolate       | ул. Большая Крепостная, 21 |      |
| 5. Kill Bill       | ул. Х. Рзаевой, 7          |      |
| 6. Terrace Garden  | ул. Большая Крепостная, 20 |      |
| 7. Garage Iskender | ул. Сафтара Кулиева, 7     |      |
| 8. Merci Baku      | ул. Асафа Зейналы, 16      |      |
| 9. Zərif           | ул. Кичик Гала, 88         |      |
| 10. Sehrli Təndir  | ул. Кичик Гала, 19         |      |

## Ичери-шехер в культуре

### В музыке
В 2014 году здесь снимали клип на песню «До рассвета» Сати Казановой и Арсениума

### В кино
В Ичери-шехере снималась часть знаменитых азербайджанских и советских фильмов. Среди них «Бриллиантовая рука», «Человек-Амфибия», «Айболит-66», «Тегеран-43», «Не бойся, я с тобой», «День прошёл» и др..
Сцены в восточном заграничном городе (Стамбуле) для фильма «Бриллиантовая рука» снимали в Ичери-шехер по решению Леонида Гайдая. В фильме мелькают улочки Старого города (Ичери-шехер), Дворец Ширваншахов, купола и минареты мечетей, крепостные стены.

### В компьютерных играх
В игре «The Last Dead End», выпущенной 5 мая 2018 года, вся игра проходит в Ичери-шехере. Часть локаций построена один к одному с реальными городскими и историческими зданиями.

### В изобразительном искусстве
Ичери-шехер запечатлён на картинах многих известных художников Кемпфера, Алексея Боголюбова, Григория Гагарина, Василия Верещагина, Александра Куприна Азима Азимзаде, Таира Салахова и др.
Считается, что первым изобразил Баку врач и путешественник из Швеции Энгельберт Кемпфер в 1630 году. В его изображении Баку имеет несколько вытянутую форму с множеством плоскокрыших домов, мощная крепостная стена опоясывает город и частично входит в море. Представитель же Российской академии наук академик Гмелин, посетивший Баку в 1770 году, представил город в виде геометрического треугольника. После взятия Баку русскими в XIX веке интерес к городу возрос, в том числе и у художников. План Ичери-шехер также изображён на оборотной стороне 10-манатной купюры.

На картинах
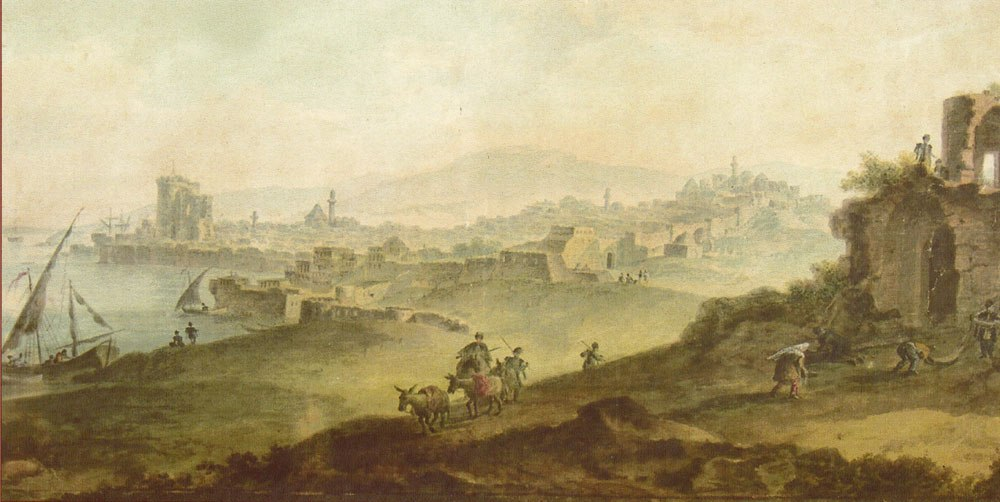
Баку. Г. Сергеев. 1796 год
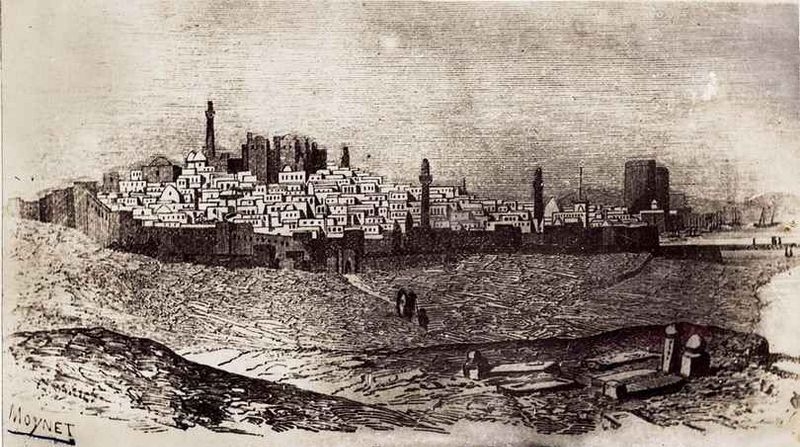
Жан Пьер Моне. Баку. 1858 год
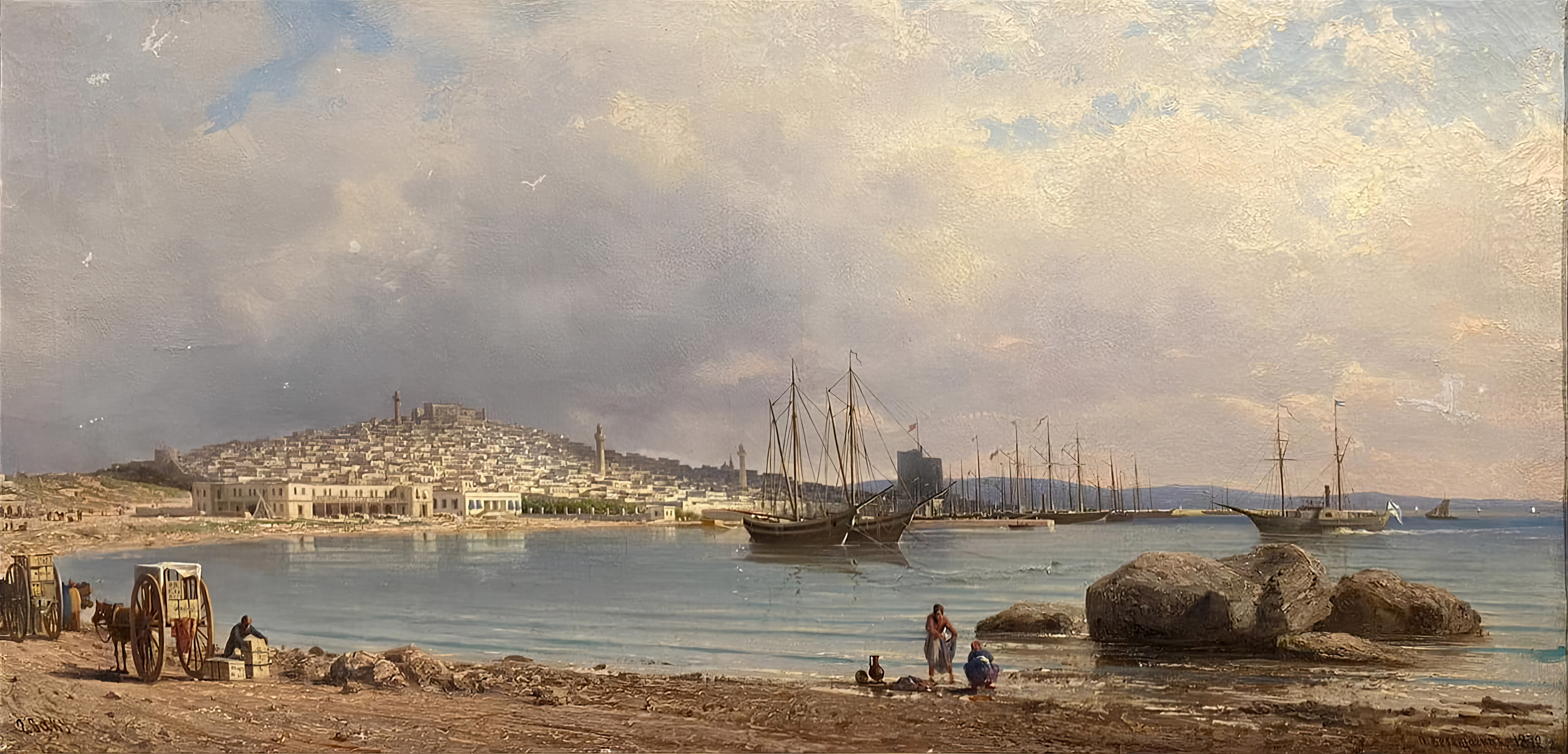
Пётр Верещагин. «Вид Баку с моря». 1872 год
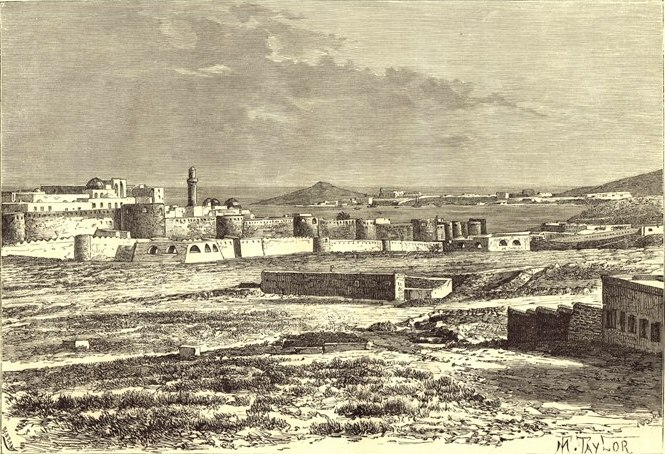
Бакинский порт и Баилов мыс. Гравюра Тейлора по фотографии М. Зейдлица. 1860-е годы. Архивная копия от 6 марта 2018 на Wayback Machine
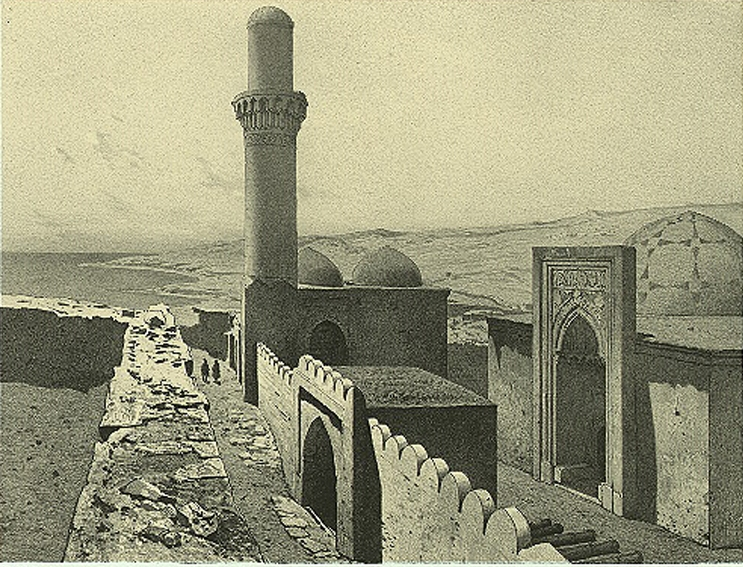
Григорий Гагарин. Ханский дворец в Баку. 1847 год
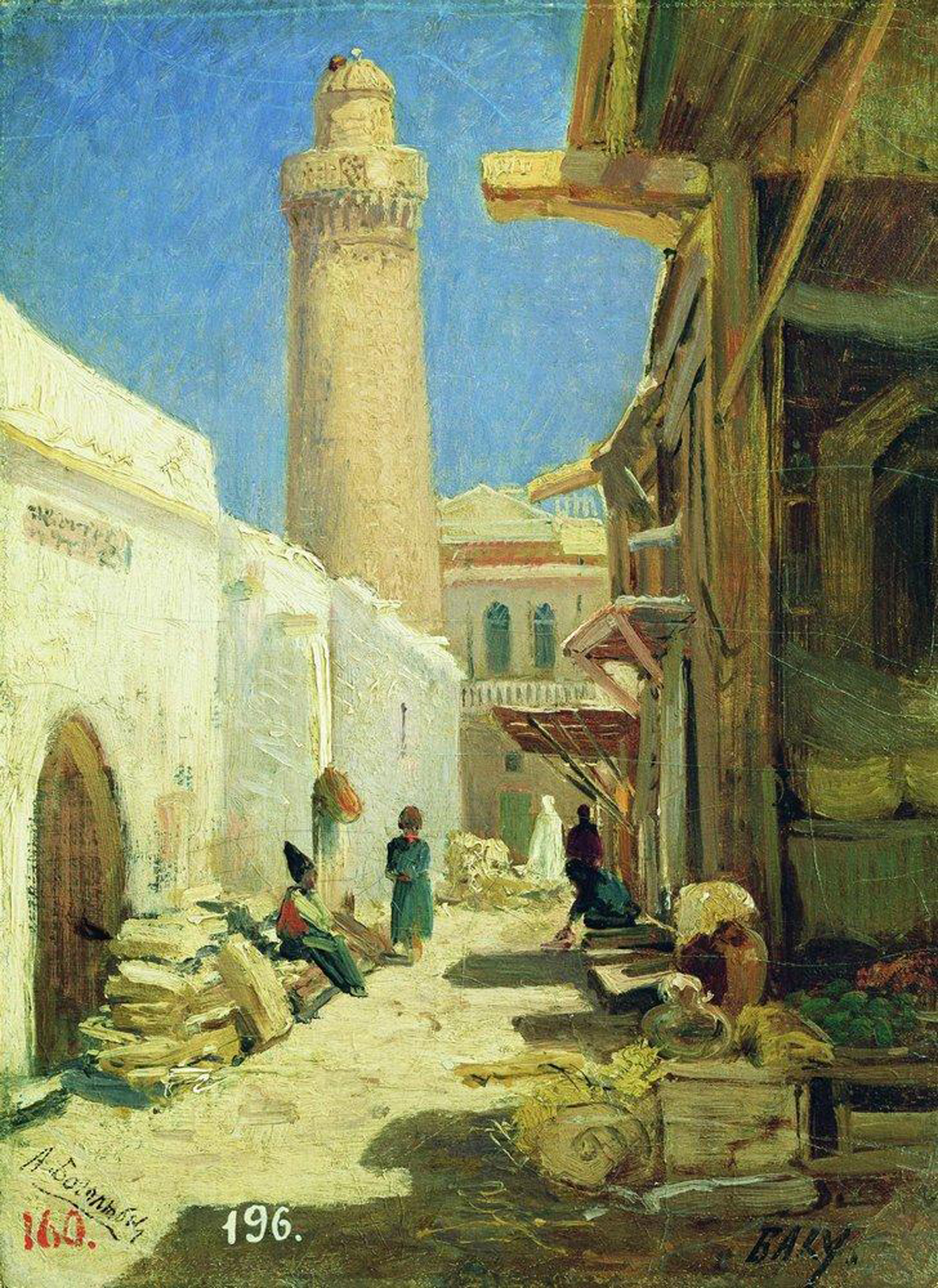
Алексей Боголюбов. Баку. Улица в полдень. 1861 год

### В литературе
В романе Курбана Саида «Али и Нино», впервые изданного в 1937 году в Вене на немецком языке, даётся подробное описание «старого города», где жил главный герой романа Али хан Ширваншир:
Я захлопнул книгу и вышел из комнаты. Прошел по узкой веранде, поднялся на плоскую крышу и взглянул на мир, расстилающийся у моих ног: мощные крепостные стены Ичери шехер, развалины дворца с сохранившимися на камнях арабскими надписями, узкие улочки, по которым медленно шли верблюды. А вот возвышается круглая, массивная Девичья башня. У её подножья суетятся проводники.Оригинальный текст (нем.)Ich klappte die Bücher zu und verließ das Zimmer. Die schmale Glasveranda mit dem Blick auf den Hof führte zum flachen Dach des Hauses. IchIch ging hinauf. Von dort überblickte ich meine Welt, die dicke Festungsmauer der alten Stadt und die Ruinen des Palastes mit der arabischen Aufschrift am Eingang. Durch das Gewirr der Straßen schritten die Kamele mit so zarten Fesseln, daß man sie zu streicheln versucht war. Vor mir erhob sich der plumpe, runde Mädchenturm, um den Legenden und Fremdenführer kreisten.
…А по эту сторону крепостных стен улицы были узкими и кривыми, как восточный кинжал. Если там, за крепостной стеной, в небо вонзались вышки нефтяных промыслов Нобеля, то здесь — в пушистые облака возносились минареты мечетей. Здесь, у восточной стены Старого города возвышалась Девичья башня, которую очень давно велел воздвигнуть правитель Баку Мухаммед Юсиф хан в честь своей дочери, на которой он хотел жениться. Но свадьбе не суждено было состояться. Девушка бросилась с башни в тот момент, когда отец поднимался по лестнице в покои дочери. Камень, о который разбилась девушка, называется «камнем девственницы» и невесты перед свадьбой иногда приносят к нему цветы.

Много крови пролилось на улицах нашего города за прошедшие столетия.

Прямо напротив нашего дома стоят ворота князя Цицианишвили.Оригинальный текст (нем.)Innerhalb der Mauer waren die Häuser eng und krumm wie die Klingen der orientalischen Degen. Gebettürme der Moscheen durchstachen den milden Mond und waren ganz anders als die Bohrtürme des Hauses Nobel. An der östlichen Mauer der alten Stadt erhob sich der Mädchenturm. Mehmed Jussuf Khan, Herrscher zu Baku, erbaute ihn zu Ehren seiner
Tochter, die er ehelichen wollte. Die Ehe wurde nicht vollzogen. Die Tochter stürzte sich vom Turm, als der liebesgierige Vater die Treppe zu ihrem Gemach emporeilte. Der Stein, an der ihr Mädchenhaupt zerschellte, heißt der Stein der Jungfrau. Bräute bringen ihm vor der Hochzeit manchmal Blumen dar.
Viel Blut rann durch die Gassen unserer Stadt – Menschenblut. Und dieses vergossene Blut macht uns stark und tapfer.
Dicht vor unserem Haus erhebt sich die Pforte des Fürsten Zizianaschwili, und auch hier floß einmal Blut, schönes, edles
Menschenblut.

## В филателии
Памятники «старого» города нашли отражение на многих почтовых марках.

На почтовых марках АДР
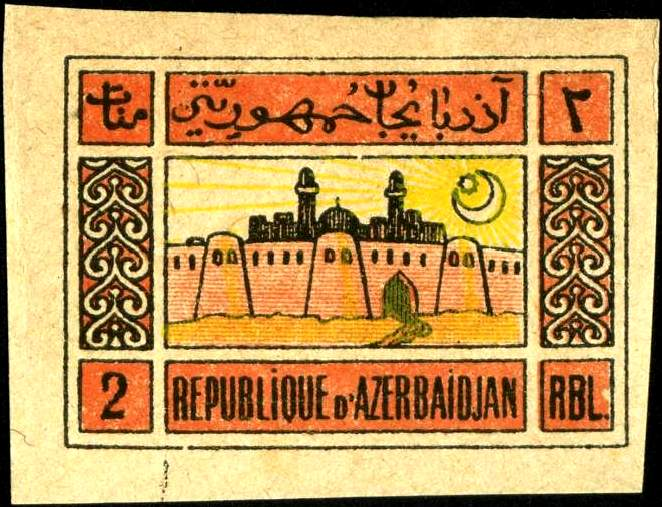
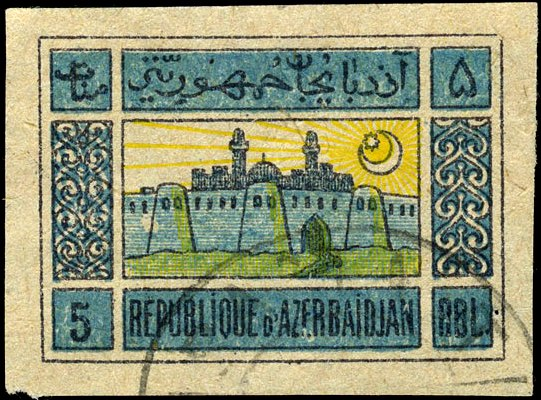
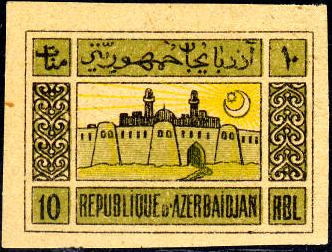

На почтовых марках СССР 1990 года
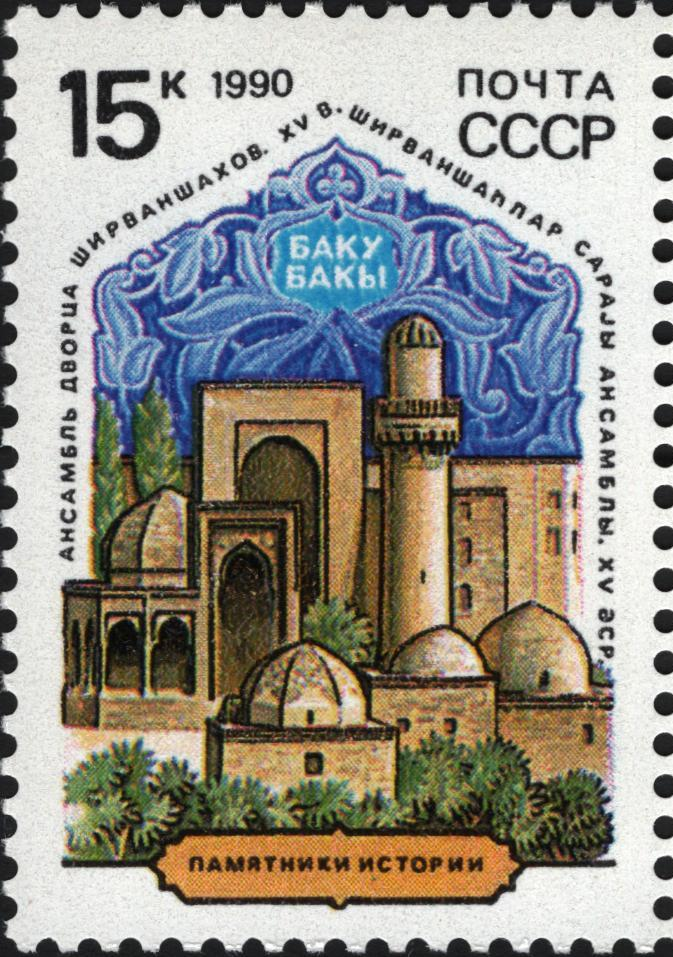
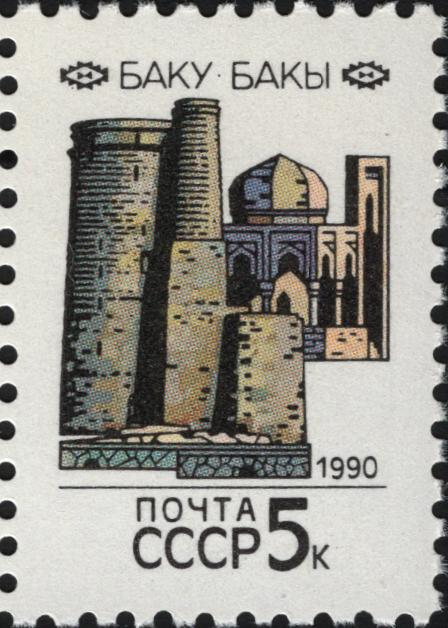

На почтовых марках Азербайджана 2010 года
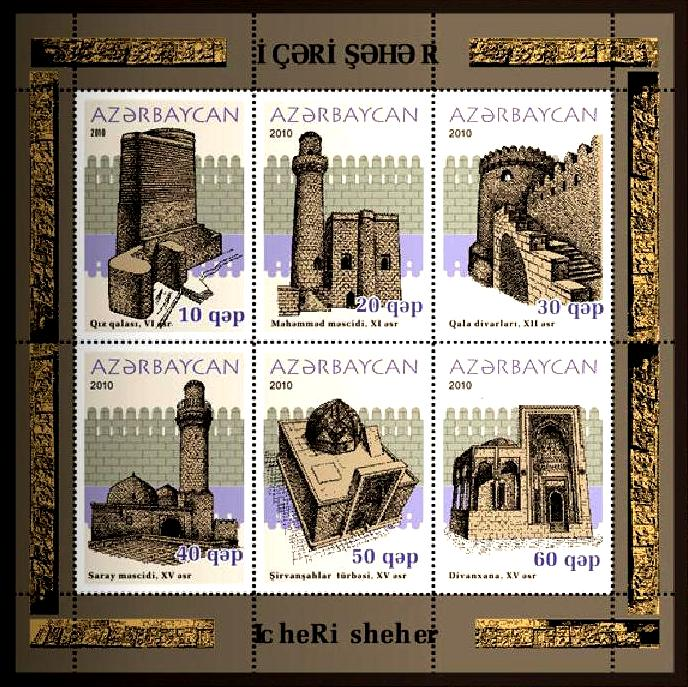
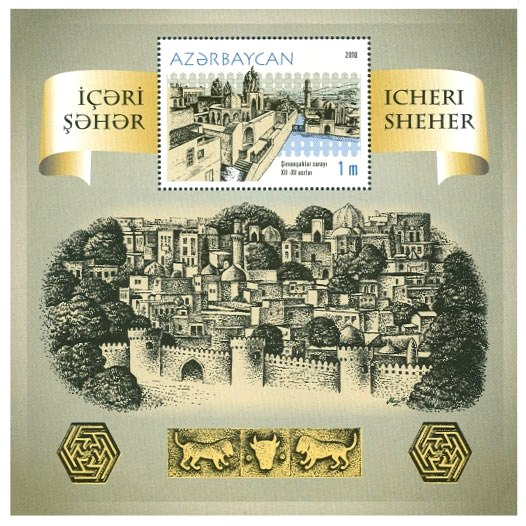
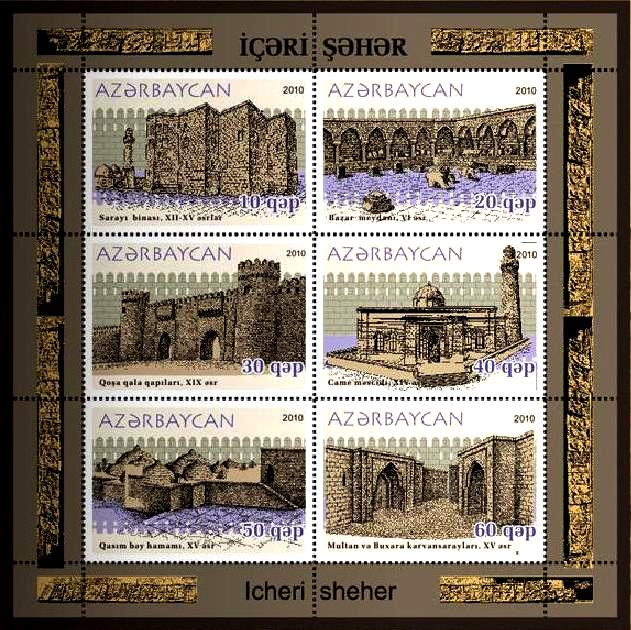